# Geschichte der Juden in Polen

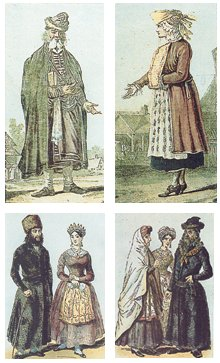
Polnische Jüdinnen und Juden des 17. und 18. Jahrhunderts in typischer Kleidung

Die Geschichte der Juden in Polen beginnt im späten 10. Jahrhundert und reicht von einer langen Periode religiöser Toleranz sowie relativen Wohlstands bis zur fast vollständigen Vernichtung der jüdischen Bevölkerung während der deutschen Besetzung Polens.
Seit seiner Konsolidierung ab 960 galt das Königreich Polen als einer der religiös tolerantesten Staaten Europas. Mit dem 1264 von Herzog Bolesław dem Frommen (1224–1279) erlassenen Statut von Kalisz und der 1334 erfolgten Ergänzung durch König Kasimir den Großen (1310–1370) im Statut von Wiślica erhielt die jüdische Bevölkerung weitgehende Rechte zugestanden, und Polen wurde zur Heimat für eine der größten und vitalsten jüdischen Gemeinden der Welt. Die Schwächung der polnisch-litauischen Union durch feindliche Invasionen sowie interne soziokulturelle Veränderungen, die protestantische Reformation und die katholische Gegenreformation, beeinträchtigen jedoch die Lage der jüdischen Bevölkerung Polens ab dem 17. Jahrhundert.
Nach den Teilungen und der Auflösung Polens als souveränem Staat 1795 wurden die polnischen Juden Untertanen der Teilungsmächte Russland, Österreich und Preußen. Dank der Wiedererlangung der Unabhängigkeit 1918 in Folge des Ersten Weltkrieges entstand in Polen erneut eine der größten jüdischen Gemeinden der Welt, deren Platz in der polnischen Gesellschaft allerdings durch wachsenden Nationalismus belastet wurde.
1939 lebten vor Ausbruch des Zweiten Weltkrieges in Polen schätzungsweise 3.480.000 Juden, etwa 10 Prozent der damaligen Gesamtbevölkerung. Rund 90 Prozent von ihnen wurden während der Besetzung des Landes von den deutschen Nationalsozialisten ermordet, weiteren gelang die Flucht ins Ausland. Viele Polen riskierten das Leben ihrer gesamten Familie, um Juden vor der Vernichtung durch die deutschen Nationalsozialisten zu retten. Der im katholisch geprägten Polen existierende Antisemitismus führte jedoch auch dazu, dass sich einige Polen trotz antideutscher Haltung an der Verfolgung und Ermordung von Juden beteiligten, wie etwa im Massaker von Jedwabne.
Nach dem Zweiten Weltkrieg kam es im zunächst unter bürgerkriegsähnlichen Zuständen leidenden und anschließend kommunistisch dominierten Nachkriegspolen wiederholt zu Ausschreitungen gegen Juden, wie etwa 1946 im Pogrom von Kielce. Die meisten der bis zu 240.000 polnischen Juden, die den Holocaust überlebt hatten, wanderten schließlich in Folge der ab 1968 staatlich geförderten antisemitischen Kampagne der Polnischen Vereinigten Arbeiterpartei aus der Volksrepublik Polen aus, viele von ihnen in den neu gegründeten Staat Israel.
Die heutige jüdische Gemeinde in Polen zählt etwa 8.000 bis 12.000 Mitglieder, wobei die tatsächliche Zahl der polnischen Juden höher sein dürfte.

## Frühe Geschichte bis zum Goldenen Zeitalter: 966–1572

### Jüdische Freiheiten unter den Piasten: 966–1385

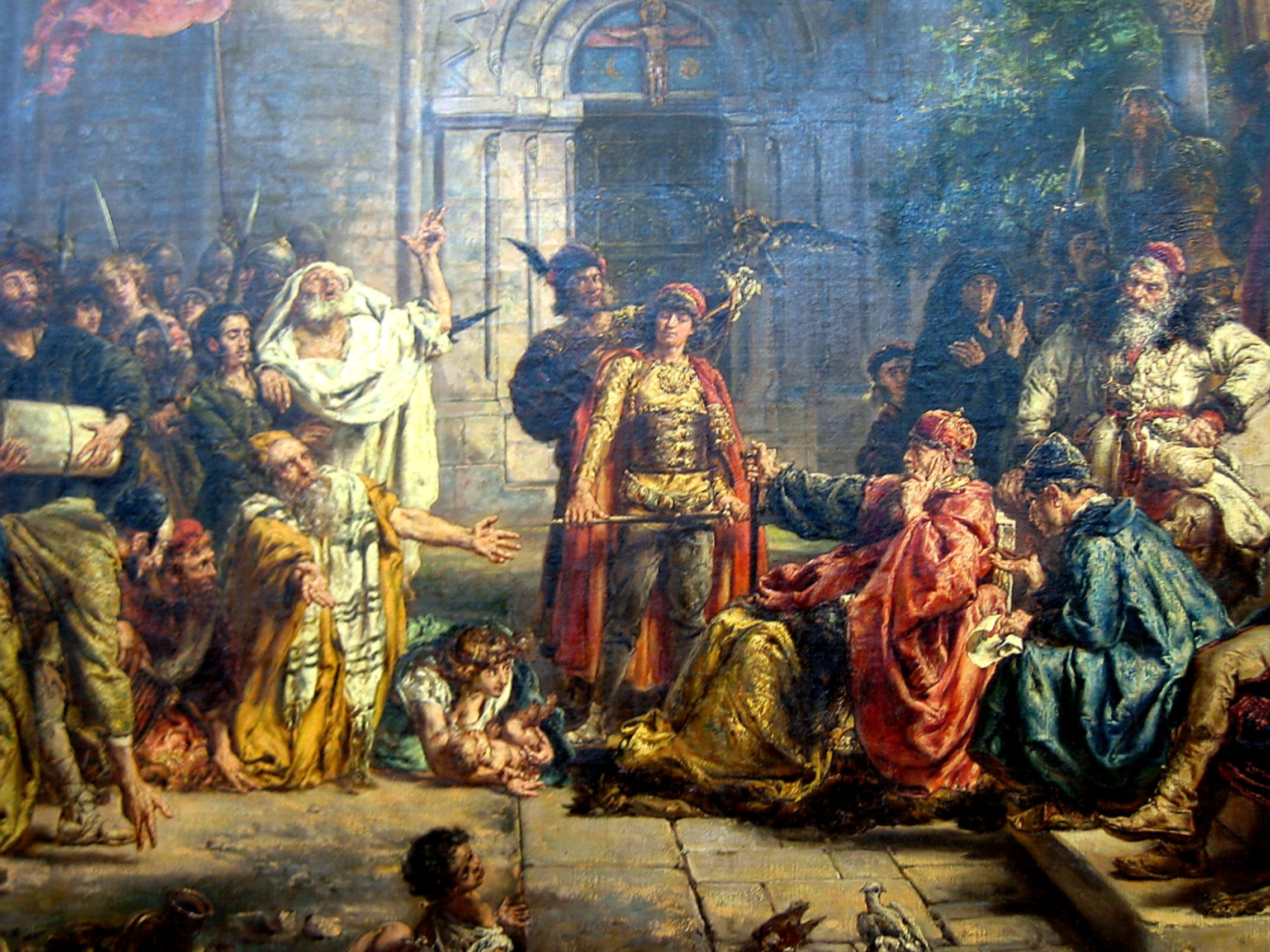
Das Historiengemälde „Die Aufnahme der Juden in Polen“ des Malers Jan Matejko aus dem 19. Jahrhundert versinnbildlicht die religiöse Toleranz des damaligen polnischen Herrscherhauses und Adels gegenüber den aus West- und Mitteleuropa nach 1096 vor den Massakern des 1. Kreuzzugs geflüchteten Juden, denen im Königreich Polen eine sichere Zuflucht und neue Heimat gewährt wurde.

Die ersten Juden, die im 10. Jahrhundert Polen erreichten, waren vor allem Händler, die in östlicher Richtung verlaufende Handelsrouten durchquerten, um nach Kiew oder Buchara zu gelangen. Einer von ihnen war der aus Tortosa im maurischen Andalusien stammende Diplomat und Händler Abraham ben Jacob, besser bekannt unter seinem arabischen Namen Ibrahim ibn Jaqub. Als Chronist war er einer der ersten, die den polnischen Staat unter der Herrschaft von Herzog Mieszko I. (945–992) schriftlich erwähnte. Den ersten Beleg für Juden in polnischen Chroniken findet man im 11. Jahrhundert. Juden lebten zu dieser Zeit offenbar in Gniezno, der damaligen Hauptstadt und Residenz des polnischen Herrscherhauses der Piasten. Die erste dauerhafte jüdische Gemeinde wurde 1085 vom jüdischen Gelehrten Jehuda ha-Kohen in der Stadt Przemyśl erwähnt.
Die erste umfangreiche jüdische Emigration von West- und Südeuropa nach Polen ereignete sich 1096 zur Zeit des Ersten Kreuzzuges. Besonders unter Herzog Bolesław III. (1085–1138) siedelten sich die Juden, ermutigt durch das tolerante Regime dieses Herrschers, in Polen an. Bolesław III. erkannte vor allem den Nutzen der jüdischen Kaufleute bei der Entwicklung der wirtschaftlichen Interessen seines Landes. Fortan bildeten die Juden das Rückgrat der polnischen Wirtschaft und die von Herzog Mieszko III. (1126–1202) geprägten Münzen tragen sogar hebräische Zeichen. Ihre Privilegien behielt die jüdische Bevölkerung auch, während Polen durch den Partikularismus ab 1138 zeitweise in einzelne souveräne Herzogtümer aufgeteilt wurde. Ungestörter Frieden und Wohlstand führte dazu, dass die polnischen Juden den Mittelstand in einem Land bildeten, dessen Bevölkerung ansonsten zu großen Teilen aus Grundherren (der späteren Szlachta) und Bauern bestand.

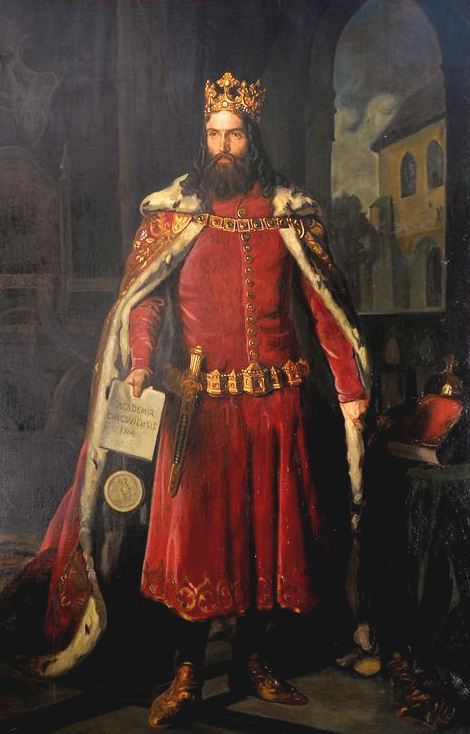
König Kasimir der Große stellte die Juden und die Bauern unter den Rechtsschutz des Staates (König Kasmir auf einem Gemälde von Leopold Löffler).

Die tolerante Situation änderte sich allmählich, einerseits durch die römisch-katholische Kirche, andererseits durch die benachbarten Feudalstaaten des Heiligen Römischen Reiches. Einige herrschende Fürsten beschützten jedoch ausdrücklich die jüdischen Einwohner und betrachteten ihre Anwesenheit als äußerst wünschenswert, sofern sie die Wirtschaft des Landes förderte. Dazu zählte insbesondere Herzog Bolesław der Fromme von Großpolen (1221–1279). Mit der Zustimmung der Vertreter der Stände veröffentlichte er 1264 eine Charta der jüdischen Freiheiten, das Statut von Kalisz, das allen Juden die Glaubens-, Handels- und Reisefreiheit gewährte. Streitigkeiten zwischen Juden und Christen sollten vor dem Fürsten oder dem Wojewoden geführt werden. Den Juden wurde eine eigene Jurisdiktion in innerjüdischen Belangen gestattet. Während der folgenden einhundert Jahre drängten jedoch vor allem die Vertreter der Kirche auf die Beschneidung ebendieser Rechte für Juden, während die Herrscher Polens und Vertreter des polnischen Adels die Juden in der Regel in Schutz nahmen.
König Kasimir der Große (1310–1370) widmete sich vor allem dem Landesausbau sowie der Förderung von Landwirtschaft und Handel. Dazu betrieb er unter anderem eine Schutzpolitik für Juden und den Bauernstand. Seine Zeitgenossen nannten König Kasimir daher auch „König der Bauern und Juden“. 1334 ergänzte er das Kalischer Generalprivileg seines Großvaters Bolesław des Frommen durch Bestimmungen im Statut von Wiślica und 1364 durch ein weiteres Statut. Er weitete die Gültigkeit des Kalischer Generalprivilegs auf das gesamte Königreich Polen aus. König Kasimir bestätigte die im Kalischer Generalprivileg bewilligte vollkommene Handelsfreiheit (Judei vendant omnia libere et emant, lat.: die Juden mögen alles frei verkaufen und kaufen) und verlieh ihnen weitere Rechte in Handelsangelegenheiten. Zudem erließ er Bestimmungen, die die Juden vor der Willkür christlicher Nachbarn bewahren und ihre Synagogen schützen sollten. Durch die Statuten von 1334 und 1364 wurden die Juden in den Stästen als eine separate, besitzende Gruppe mit weitgehender Selbstverwaltung konstituiert. Als Gegenleistung zahlten die Juden als servi camarae regis (lat.: Untertanen der königlichen Hofkammer) eine Kopfsteuer. Infolge des für die Christen geltenden Zinsverbotes fiel den Juden der Geldverleih zu. Pro Mark (polnisch: grzywna) und Woche durften die Juden in Großpolen 1 Groschen Zins nehmen, in Kleinpolen ½ Groschen. Das entsprach einem Zinssatz von 108 % bzw. 54 % pro Jahr. König Kasimirs Herrschaft gilt als eine Ära großen Wohlstandes für den Großteil der polnischen Juden. Freiheiten, wie er sie den Juden einräumte, waren in Westeuropa nicht üblich. So wurde das Königreich Polen für jüdische Einwanderer attraktiv.
Während die Juden in Polen unter Kasimirs Herrschaft die meiste Zeit ihre Ruhe genossen, waren sie während des Schwarzen Todes (1347–1353) in einigen Städten entlang der Grenze zu den Feudalstaaten des Heiligen Römischen Reiches dennoch Judenverfolgungen unterworfen.

### Die frühe Jagiellonen-Ära 1385–1505

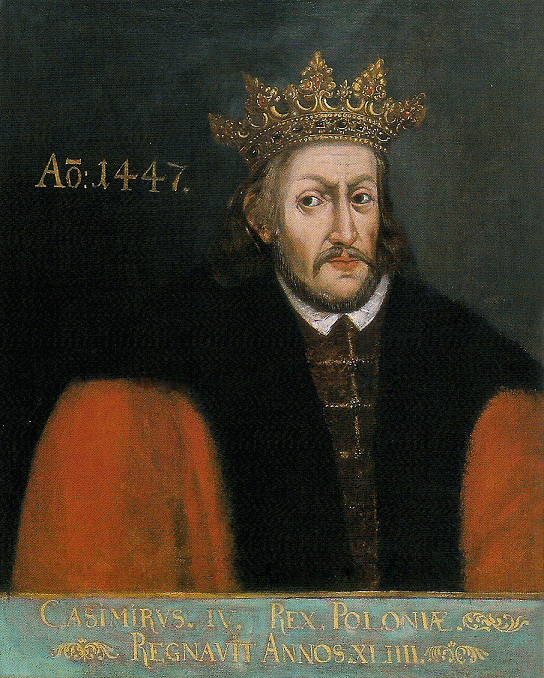
Kasimir IV. bestätigte und erweiterte jüdische Charten in der zweiten Hälfte des 15. Jahrhunderts (nicht zeitgenössisches Gemälde von 1645)

Infolge der Heirat Władysław II. Jagiełłos mit Jadwiga, der Tochter Ludwigs I. von Ungarn, wurde Litauen mit dem Königreich Polen vereint. Obwohl die Rechte 1388 auf die litauischen Juden übertragen wurden, begannen unter der Herrschaft von Władysław II. und seinen Nachfolgern die ersten umfassenden Judenverfolgungen in Polen und der König tat nichts, um diese Ereignisse zu beenden. Man warf den Juden vor, Kinder zu ermorden (Ritualmordlegende). Es gab einige Aufstände und die offizielle Verfolgung nahm allmählich zu, vor allem, nachdem der Klerus zu weniger Toleranz aufgefordert hatte.
Der Verfall des Status der Juden wurde von Kasimir IV. (1447–1492) kurz gestoppt, aber um seine Macht zu vergrößern, veröffentlichte er bald das Statut von Nieszawa. Damit wurden unter anderem die alten Privilegien der Juden abgeschafft, die als „dem göttlichen Recht und dem Gesetz des Landes entgegengesetzt“ galten. Die Politik der Regierung gegenüber den Juden in Polen war unter Kasimirs Söhnen und Nachfolgern nicht toleranter. Johann Albrecht (1492–1501) und Alexander, der Jagiellone (1501–1506) vertrieben die Juden 1495 aus dem Großfürstentum Litauen.

### Zentrum der jüdischen Welt: 1505–1572
Alexander änderte seine Position 1503, als die Juden 1492 infolge des Alhambra-Edikts aus Spanien sowie im Laufe des 16. Jahrhunderts aus verschiedenen Gliedern des Heiligen Römischen Reiches vertrieben wurden, und regte die Auswanderung nach Polen an.
Die fruchtbarste Periode für die polnischen Juden begann nach diesem neuen Einfluss mit der Herrschaft von Sigismund I. (1506–1548), der die Juden in seinem Reich beschützte. Sein Sohn Sigismund II. August (1548–1572) setzte die tolerante Politik seines Vaters fort. Er gewährte den Juden auch Autonomie bei der kommunalen Verwaltung und legte die Grundlage für die Macht der autonomen jüdischen Gemeinde Kahal.
Laut dem Europäischen Jüdischen Kongress (EJC) lebten in der Mitte des 16. Jahrhunderts 80 % der Juden der Welt  in Polen-Litauen.

### Hebräische Druckereien
In Polen entstanden die ersten jüdischen Druckereien Ostmitteleuropas.
1530 wurde ein hebräischer Pentateuch (Tora) in Krakau gedruckt, 1534 gründete Johannes Helicz in Krakau eine eigene hebräische Druckerei, 1547 Chajim Schwartz eine weitere in Lublin. Am Ende des Jahrhunderts gaben hebräische Druckereien zahlreiche Bücher heraus, vor allem mit religiösen Inhalten.

### Talmudstudium
In der ersten Hälfte des 16. Jahrhunderts breitete sich das Studium des Talmuds von Böhmen nach Polen aus, insbesondere durch die Schule des Jakob Polak, der die Pilpul-Methode („scharfes Nachdenken“) förderte.
1517 gründete Schalom Schachna ein Schüler Pollaks, die erste Jeschiwa Polens in Lublin, die zahlreiche berühmte Rabbiner Polens und Litauens hervorbrachte. Schachnas Schüler Moses Isserles erlangte große Beachtung als Co-Autor des Schulchan Aruch (Code des jüdischen Rechts). Sein Zeitgenosse Salomo Luria genoss als Leiter der Jeschiwa in Lublin große Autorität.
Zur gleichen Zeit widmeten sich Gelehrte wie Mordechai Jaffe und Joel Serkes dem Studium der Kabbala.
Die Ausbreitung des Talmuds in Polen traf mit dem größeren Wohlstand der polnischen Juden zusammen und das Studium des Talmud wurde zu ihrem wichtigsten Bildungsschwerpunkt. Die gelehrten Rabbiner wurden nicht nur Ausleger des Gesetzes, sondern auch spirituelle Anleiter, Lehrer, Richter und Gesetzgeber. Ihre Autorität zwang die kommunalen Führer, sich mit den Fragen der Halacha vertraut zu machen. Der Geist des Talmuds und der rabbinischen Literatur beeinflusste die Weltanschauung der polnischen Juden zuhause, in der Schule und in der Synagoge.

### Rat der vier Länder
In den jüdischen Gemeinschaften (Kehillah) in den Städten und Dörfern wurden strittige Angelegenheiten von den Rabbinern, den Älteren, und den Dajanim (religiösen Richtern) entschieden.
Anlässlich großer Messen (Jahrmärkte) trafen sich Vertreter der verschiedenen Kahalim aus ganz Polen, um Entscheidungen in generellen religiösen und Alltagsangelegenheiten zu treffen. 1533 wurde ein solcher Rat der Länder (Wa’ad Arba’ Aratzot) erstmals erwähnt. Er entwickelte sich zu einer festen Organisationsstruktur mit jährlichen Treffen in Lublin und Jaroslaw bis zu den polnischen Teilungen.

## Die polnisch-litauische Union: 1572–1795

### Konföderation von Warschau
Nachdem Sigismund II. August, der letzte König der Jagiełło-Dynastie, kinderlos gestorben war, versammelten sich polnischen und litauische Adlige der Szlachta in Warschau und unterzeichneten ein Dokument, in dem Vertreter aller großen Religionen sich zur gegenseitigen Unterstützung und Toleranz verpflichteten: die Erklärung der Konföderation von Warschau 1573 zur Glaubensfreiheit.

### Zunehmende Isolation
Als Nachfolger Sigismunds wurde Stephan Báthory (1576–1586) zum König von Polen gewählt. Er erwies sich als toleranter Herrscher und Freund der Juden, obwohl die Bevölkerung zunehmend antisemitisch wurde. Politische und wirtschaftliche Ereignisse im 16. Jahrhundert zwangen die Juden zu einer kompakteren kommunalen Organisation, durch die sie von ihren christlichen Nachbarn zunehmend isoliert lebten und als Fremde betrachtet wurden. Sie lebten in den Dörfern und Städten, waren jedoch nicht an der Gemeindeverwaltung beteiligt. Ihre eigenen Angelegenheiten wurden von den Rabbinern, den Älteren, und den Dayyanim (religiösen Richtern) erledigt. Konflikte und Dispute waren jedoch an der Tagesordnung und führten zur Einberufung regelmäßiger Rabbiner-Kongresse, die den Kern der zentralen Organisation darstellten, die in Polen von der Mitte des 16. bis zur Mitte des 18. Jahrhunderts als Rat der vier Länder, Wa’ad Arba’ Aratzot bekannt war. So hieß es gegen Ende des 16. Jahrhunderts über Polen: „Ein Himmel für die Adligen, Fegefeuer für die Stadt-Bewohner, Hölle für die Bauern, Paradies für die Juden“ (polnisch: Niebo dla szlachty, czyściec dla mieszczan, piekło dla chłopów i raj dla Żydów).
Unter Sigismund III. Wasa (1587–1632) und seinem Sohn Władysław IV. Wasa (1632–1648) verschlechterte sich die Position der Juden zunehmend, weil sie immer häufiger mit dem Vorwurf des Kindermords konfrontiert wurden.

### Der Kosaken-Aufstand und die „Sintflut“

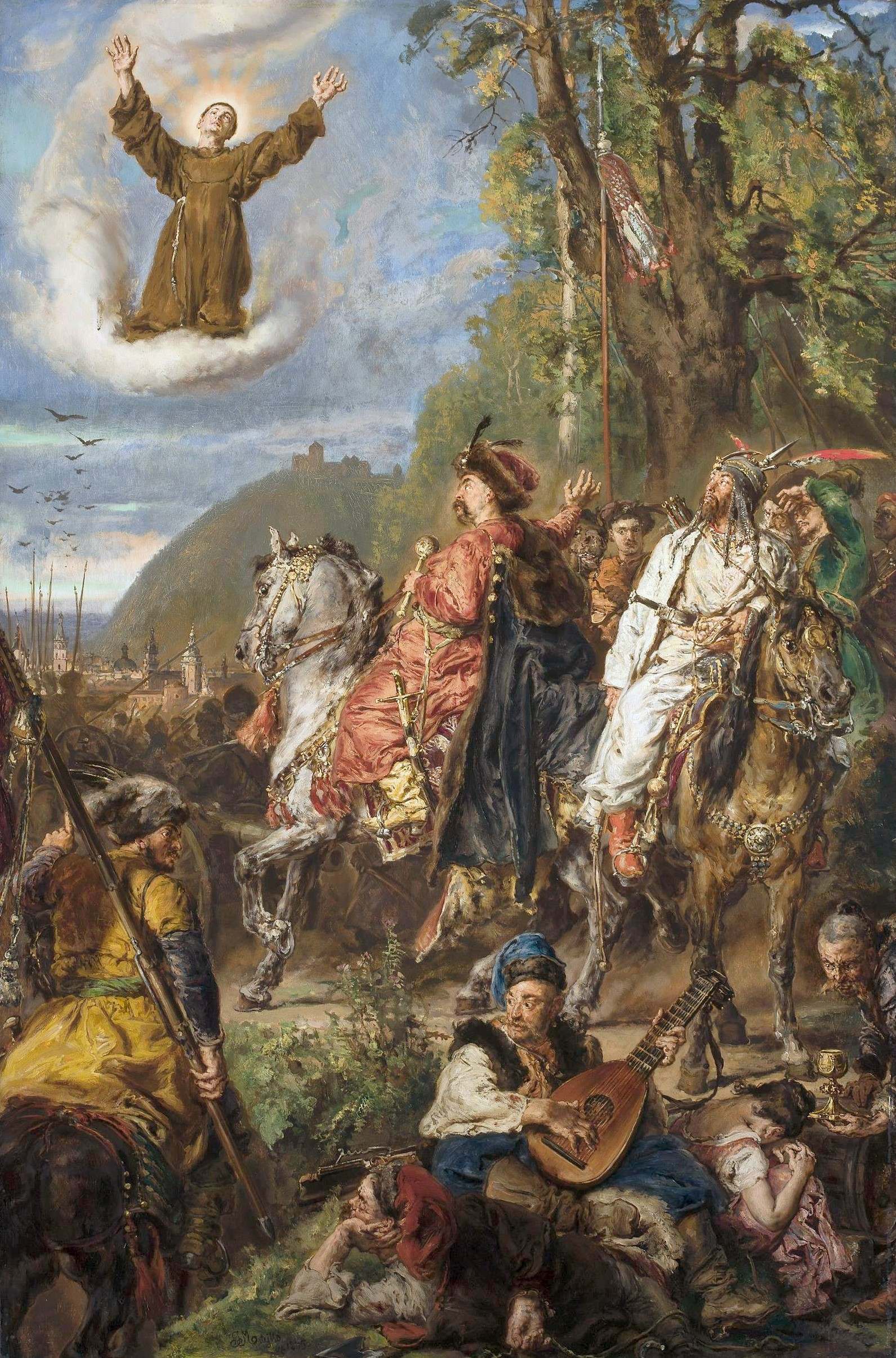
Bohdan Chmelnyzkyj und Tuhaj Bej bei Lemberg. Gemälde von Jan Matejko, 1885

1648 wurde die Union von mehreren Konflikten verwüstet. Beim Chmelnyzkyj-Aufstand wurden Juden und Polen in den östlichen und südlichen Gebieten der heutigen Ukraine von den Register-, den Saporoger Kosaken, der russisch-orthodoxen Landbevölkerung und Tataren ermordet und vertrieben. Chmelnyzkyj begründete seine Pogrome mit der Behauptung, dass die Polen sich als Sklaven „in die Hände der verfluchten Juden“ verkauft hätten. Er ging in die jüdischen Überlieferung als „der böse Chmel“ ein.
Wie viele Juden den Pogromen zum Opfer fielen, ist aufgrund der Quellenlage nicht mit Sicherheit auszumachen. Zeitgenössische jüdische Berichte wie Zoq haIttim von Rabbi Meir meSzczebrzeszyn und Jewen Mezulah von Rabbi Nathan Neta Hannover nennen unterschiedliche Zahlen hinsichtlich der vernichteten jüdischen Gemeinden und der ermordeten Gemeindemitgliedern. Eine Rekonstruktion war für die damaligen Schreiber auch kaum möglich. Sie waren auf Berichte von Überlebenden angewiesen, die auf der Flucht waren. Ein zeitgenössischer jüdischer Chronist und selbst Opfer der Pogrome war Nathan Hannover, dessen Buch Jawen Mezulah eine der wichtigen Quellen zu den Ereignissen ist. Der Völkermordforscher Gunnar Heinsohn schätzte, dass zwischen 34.000 und 42.500 Menschen ermordet wurden. Der in Israel lehrende Historiker Shaul Stampfer kam bei seinen Berechnungen auf 18.000 bis 20.000 Tote, was etwa der Hälfte der damals in der Ukraine (Rotruthenien dabei nicht mitgerechnet) lebenden Juden entsprach. „Die Grausamkeit der Kosaken setzte grauenerregende Vorbilder in die Welt.“ Viele Juden (möglicherweise mehr als 1000) konvertierten zur Russisch-Orthodoxen Kirche, um ihr Leben zu retten. In einigen Fällen verschonten die Aufständischen die Juden eines Ortes gegen die Zahlung eines (meist hohen) Geldbetrages.
Die Kosaken und Tataren verkauften mindestens 3000 Juden in die „Jasyr“ (ein polnisches Lehnwort aus dem türkischen Wort für Gefangennahme), die Sklaverei im Osmanischen Reich. Italienische und osmanische Gemeinden brachten riesige Summen Geldes auf, um ihre versklavten Glaubensbrüder auszulösen.
In das jüdische kollektive Gedächtnis gingen die Pogrome unter der Bezeichnung „Geziroth Tach weTat“ ein, jiddisch „Geseiros Tach weTat“, übersetzt „Edikte 408 und 409“. Gemeint sind die judenfeindlichen Maßnahmen der Aufständischen in den Jahren 5408 und 5409 des jüdischen Kalenders (in der „kleinen Zählung“, ohne Angabe des Jahrtausends, das als bekannt vorausgesetzt wird). Die Ereignisse in der Folge des Pogroms brachten den größten Umbruch in der jüdischen Geschichte des Abendlandes, die man bis zu diesem Zeitpunkt erlebt hatte. Das Trauma der 1648 und 1649 erlittenen Pogrome prägte das kollektive Gedächtnis der Juden in Osteuropa über Jahrhunderte. Die jüdischen Gemeinden des Heiligen Römischen Reichs mussten Zehntausende von Flüchtlingen aufnehmen und versorgen. Eine Leistung, die umso bemerkenswerter ist, als der Dreißigjährige Krieg kaum beendet war. Auch die jüdischen Gemeinden der Niederlande und Italiens nahmen Flüchtlinge auf.
Die inkompetente Politik der gewählten Könige aus der Wasa-Dynastie zwang den geschwächten Staat in die Knie, als er vom schwedischen Reich überfallen wurde. Dieses Ereignis ging als „die Sintflut“ in die Geschichte ein. Das Königreich Polen-Litauen, das zuvor schon schwer unter dem Chmelnyzkyj-Aufstand und der mehrfachen Invasion der Russen und Osmanen gelitten hatte, wurde nun zum Schauplatz schrecklicher Unruhen (1655–1658). Karl X. Gustav überrannte an der Spitze seiner siegreichen Armee Polen und hatte bald das ganze Land, einschließlich der Städte Krakau und Warschau, in seiner Hand. Die Juden in Groß- und Kleinpolen standen zwischen den Fronten: Diejenigen, die die Schweden verschonten, wurden von den Polen angegriffen, die ihnen vorwarfen, den Feind zu unterstützen. Der polnische General Stefan Czarniecki verwüstete auf seiner Flucht vor den Schweden das ganze Land, das er passierte, und behandelte die Juden gnadenlos. Die polnischen Partisanen behandelten die nicht-polnischen Einwohner mit gleicher Brutalität. Die Schrecken des Krieges wurden durch die Pest zusätzlich verschlimmert. Die Juden und Einwohner der Bezirke Kalisch, Krakau, Posen, Piotrków Trybunalski und Lublin verschwanden en masse durch das Schwert der belagernden Armeen und die Pest.
Sobald die Unruhen aufhörten, kamen die Juden zurück und bauten ihre zerstörten Häuser wieder auf. Auch wenn die jüdische Bevölkerung in Polen zurückgegangen war und verarmte, war sie immer noch zahlreicher als in den jüdischen Kolonien in Westeuropa. Polen blieb ein spirituelles Zentrum des Judentums und bis 1698 unterstützten die polnischen Könige trotz des feindlichen Klerus und Adels die Juden. Nicht nur die Verluste unter den Juden waren hoch, auch die Union verlor mit rund drei Millionen Einwohnern rund ein Drittel ihrer Einwohner.

### Kultureller Niedergang
Die Dekade vom Chmelnyzkyj-Aufstand bis zum Ende der „Sintflut“ (1648–1658) hinterließ einen tiefen und dauerhaften Eindruck nicht nur im sozialen Leben der polnisch-litauischen Juden, sondern auch im spirituellen Leben. Der intellektuelle Beitrag der Juden in Polen wurde geringer. Der Talmud, den bis zu dieser Zeit die Mehrheit der Juden studiert hatte, war jetzt nur noch für eine begrenzte Zahl von Studenten zugänglich. Die verbliebenen religiösen Studien wurden übermäßig formalisiert. Einige Rabbiner beschäftigten sich mit formalen Auslegungen religiöser Gesetze, während andere Kommentare zu verschiedenen Teilen des Talmuds schrieben, in denen haarspalterische Argumente, oftmals zu Angelegenheiten ohne praktischen Nutzen, vorgebracht und diskutiert wurden. Zur gleichen Zeit tauchten in Polen einige Wunderrabbiner auf, die eine Serie falscher „messianischer“ Bewegungen auslösten; die bekanntesten waren Shabbetaj Zvi und Jakob Joseph Frank.

### Zunehmende Schwierigkeiten unter der sächsischen Dynastie
Mit der Übernahme des Throns durch die sächsische Dynastie verloren die Juden vollständig die Unterstützung der Regierung. Die Szlachta und die Bevölkerung waren gegenüber den Juden zunehmend feindlich eingestellt, da die religiöse Toleranz, die die Mentalität der vorherigen Generationen der Union dominiert hatte, allmählich in Vergessenheit geriet. Bezüglich ihrer Intoleranz näherten sich die Bürger der Union den „Standards“ der meisten zeitgenössischen europäischen Staaten. Viele Juden fühlten sich vom Staat, den sie einst als ihren Hafen angesehen hatten, betrogen. In den größeren Städten wie Posen und Krakau waren Streitigkeiten zwischen den Christen und den jüdischen Einwohnern an der Tagesordnung. Angriffe auf Juden durch Studenten, der sogenannte Schüler-Gelauf, waren in den großen Städten alltäglich und die Polizei betrachtete solche scholastischen Aufstände mit Gleichgültigkeit.

### Der Aufstieg des Chassidismus

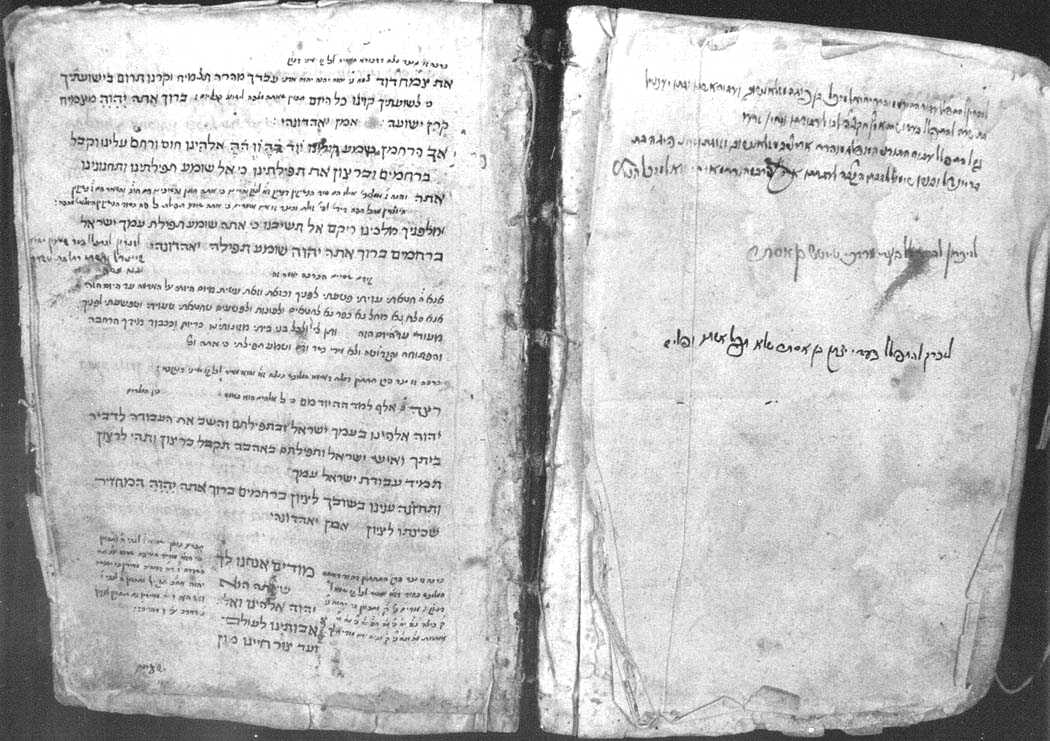
Das Gebetbuch des Baal Shem Tov, des Begründers des Chassidismus

In dieser Zeit der Mystik und der sehr formalen rabbinischen Gelehrtheit erschienen die Lehren von Israel ben Elieser (1698–1760), auch bekannt als Baal Shem Tov oder BeShT, der einen deutlichen Einfluss auf die Juden Osteuropas hatte. Seine Schüler lehrten und verstärkten die Lehren des Chassidismus, der die Kabbala popularisierte. Der Chassidismus in Polen wurde zuerst von den litauischen Mitnagdim unter Führung des Gaons von Wilna bekämpft, breitete sich jedoch bald über die Grenzen Polens hinaus aus und beeinflusste später das ultraorthodoxe Judentum (Charedi) weltweit.

### Die Teilungen

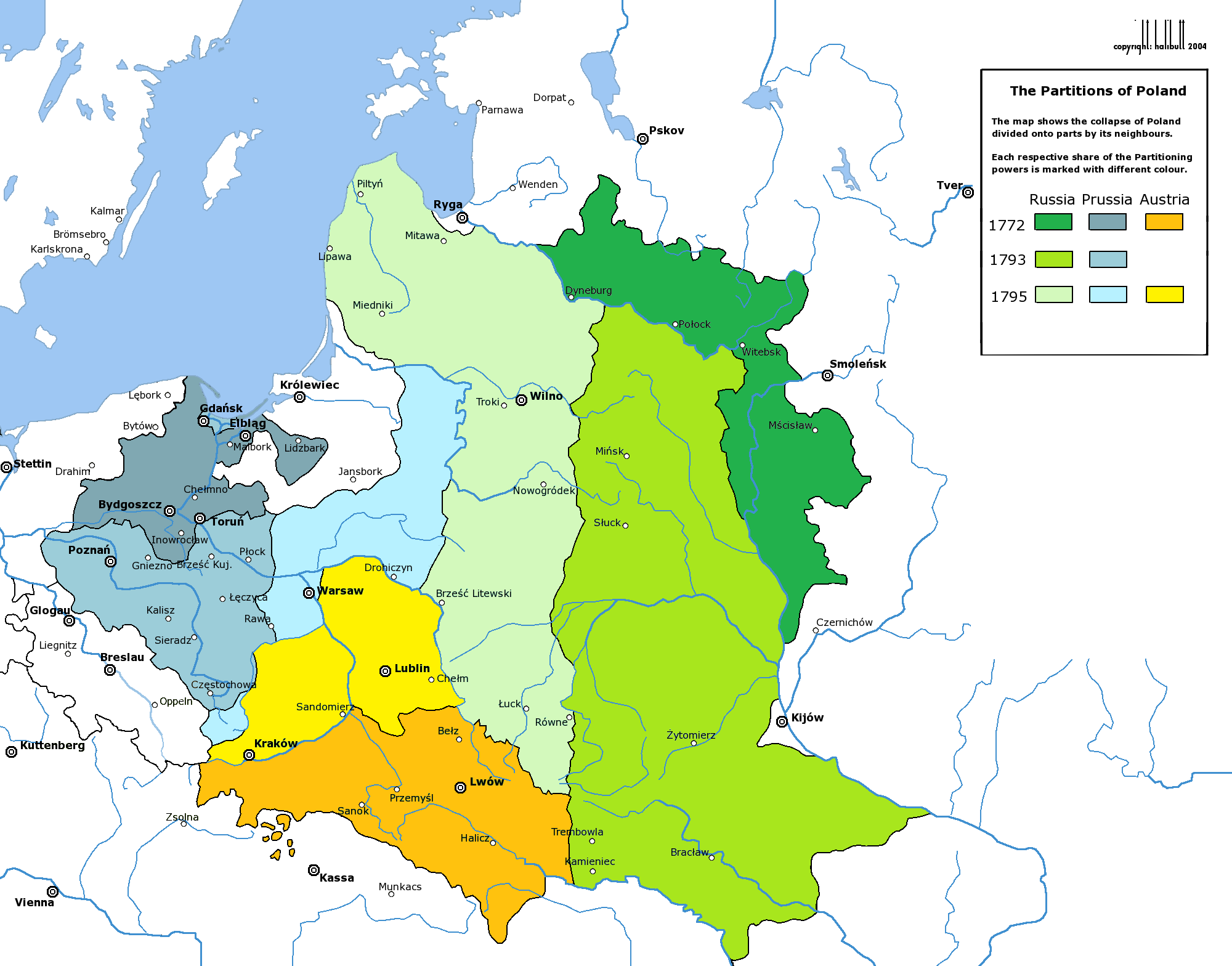
Die drei Teilungen Polen-Litauens

Unordnung und Anarchie dominierten während der zweiten Hälfte des 18. Jahrhunderts in Polen seit der Thronbesteigung seines letzten Königs, Stanislaus II. August (1764–1795). Als Folge der Konföderation von Bar wurden die äußeren Provinzen Polens 1772 unter den drei Nachbarländern Russland, Österreich und Preußen aufgeteilt. Die meisten Juden lebten in den Gebieten, die an Österreich und Russland fielen.
Der permanente Rat, der auf Veranlassung der russischen Regierung (1773–1788) eingerichtet wurde, diente als höchstes Tribunal der Verwaltung und beschäftigte sich mit der Ausarbeitung eines Plans, der eine Neuorganisation Polens auf einer rationaleren Basis umsetzbar machen sollte. Die fortschrittlichen Elemente in der polnischen Gesellschaft erkannten die Notwendigkeit allgemeiner Bildung als ersten Schritt zur Reform. Die berühmte Komisja Edukacji Narodowej (Kommission für nationale Erziehung), das erste Bildungsministerium weltweit, wurde 1773 eingerichtet. Sie gründete zahlreiche neue Schulen und reformierte die alten. Ein Mitglied der Kommission, der Kanclerz Andrzej Zamoyski, forderte mit einigen anderen, dass die Unverletzlichkeit der Menschen und des Eigentums garantiert und die religiöse Toleranz bis zu einem gewissen Grad gewährt werden solle; aber er bestand darauf, dass die in den Städten lebenden Juden von den Christen abgegrenzt werden, dass diejenigen ohne feste Beschäftigung aus dem Königreich verbannt werden und dass sogar die in der Landwirtschaft beschäftigten kein Land besitzen dürfen. Andererseits plädierten einige Adlige der Szlachta und Intellektuelle für ein nationales System der zivilen und politischen Gleichstellung der Juden. Das war vor der Französischen Revolution das einzige Beispiel in Europa für Toleranz und Großzügigkeit im Umgang mit den Juden. Aber all diese Reformen kamen zu spät. Eine russische Armee fiel bald in Polen ein und kurze Zeit später folgte eine preußische.
Eine Zweite Teilung Polens wurde am 17. Juli 1793 durchgeführt. Juden nahmen in einem von Berek Joselewicz geführten Regiment am Kościuszko-Aufstand im folgenden Jahr teil, der dafür kämpfte, erneut die Unabhängigkeit zu gewinnen, aber brutal niedergeschlagen wurde. Nach der Revolte fand 1795 die Dritte und letzte Teilung Polens statt. Ein großer Teil der jüdischen Bevölkerung lebte nun auf russischem Gebiet, wenn auch in der ersten Hälfte des 19. Jahrhunderts ein Anschein eines wesentlich kleineren polnischen Staates erhalten blieb, vor allem in der Form von Kongresspolen (1815–1831).

## „Polonia“ – „Polin“

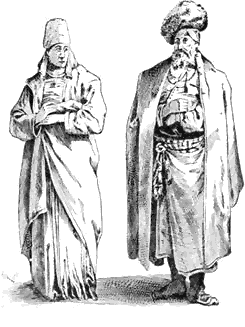
Ein jüdisches Paar, Polen, etwa 1765

Die Kultur und der intellektuelle Ertrag der jüdischen Gemeinde in Polen hatten einen tiefen Einfluss auf das gesamte Judentum. Einige jüdische Historiker haben festgestellt, dass das Wort Polen im Hebräischen als Polonia oder Polin ausgesprochen wird, und diese Namen für Polen wurden bei der Transliteration ins Hebräische als „gutes Omen“ interpretiert, da Polonia in drei hebräische Wörter geteilt werden kann: po (hier), lan (wohnt), ya (Gott) und Polin in zwei Wörter: po (hier) lin (sollte man wohnen). Die Botschaft besagte, dass Polen ein guter Ort für die Juden sei. Während der Zeit von Sigismunds Herrschaft bis zum Holocaust war Polen ein Zentrum des jüdischen religiösen Lebens.

## Die polnischen Juden in Österreich 1772–1918

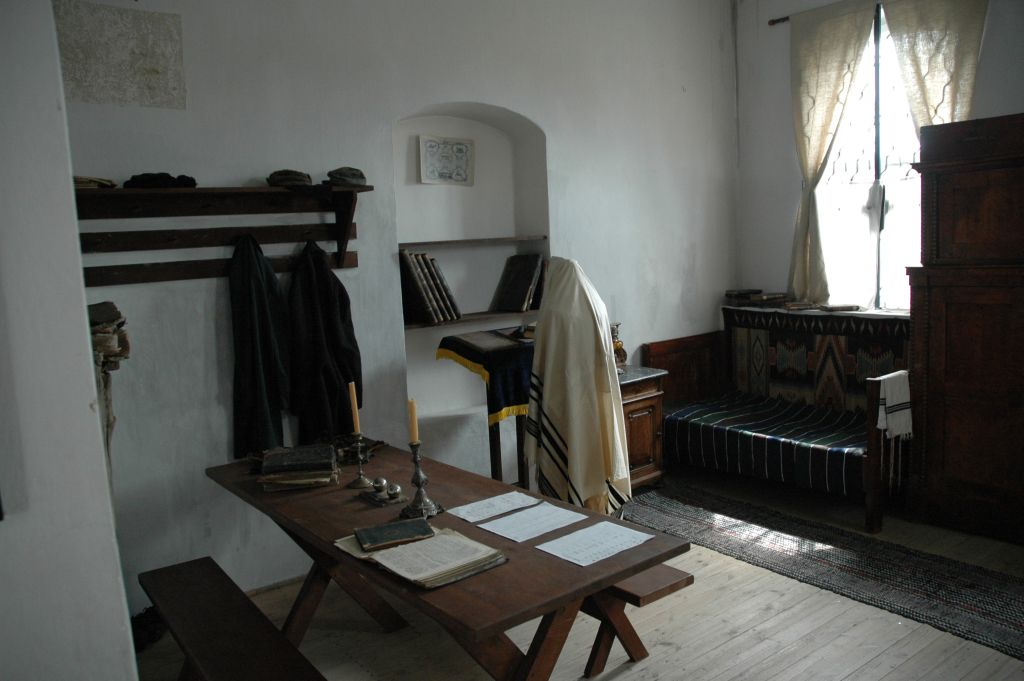
Das Zimmer des Lehrers (Melamed) in der großen Synagoge von Włodawa

1772 kam nach der ersten Teilung ein großer Teil Polens zur Habsburgermonarchie und wurde dort im neu geschaffenen Kronland Galizien organisiert.
1809 vergrößerte sich das Herzogtum Warschau auf napoleonische Initiative um Krakau und Lublin.
1815 entstand die Republik Krakau.
In diesen Gebieten galten für Juden weitgehende Rechte.
1846 kam Krakau unter österreichische Herrschaft.
1862 wurden für die polnische Territorien Österreichs die Niederlassungsbeschränkungen für Juden vollständig aufgehoben. Diese konnten sich jetzt außerhalb der Grenzen der jüdischen Viertel frei ansiedeln.
Ab 1867 galten in Österreich gleiche Rechte für alle ethnischen und religiösen Gruppen.
Jiddisch war die verbreitete Umgangssprache, Hebräisch blieb die Sprache der Gelehrten. Deutsch wurde wenig gesprochen, auch in der Großstadt Krakau. In Ostgalizien wurde dagegen in Großstädten wie Lemberg, Brody und Czernowitz ab Mitte des 19. Jahrhunderts fast ausschließlich Deutsch gesprochen.

## Die polnischen Juden im Russischen Reich (1795–1918)
Die offizielle russische Politik erwies sich als wesentlich härter für die Juden als die unter der unabhängigen polnischen Herrschaft. Die Gebiete, die vorher polnisch gewesen waren, blieben die Heimat für viele Juden, da Katharina II. (die Große), die Zarin von Russland, 1772 den Ansiedlungsrayon (Черта оседлости – tscherta osedlosti), auf den das Wohn- und Arbeitsrecht der jüdischen Bevölkerung beschränkt war, eingerichtet hatte und damit die Juden auf die westlichen Teile des russischen Kaiserreiches zurückdrängte, die viel von Polen umfassten, aber einige Gebiete ausschlossen, in denen Juden zuvor gelebt hatten. Im späten 18. Jahrhundert lebten vier Millionen Juden im Ansiedlungsrayon.
Zunächst war die russische Politik gegenüber den polnischen Juden nicht eindeutig, weil sie zwischen strengen Regeln und aufgeklärterer Politik schwankte. 1802 führte der Zar das Komitee zur Verbesserung der Juden ein und versuchte damit, einen kohärenten Zugang zur neuen jüdischen Bevölkerung des Reiches zu entwickeln. Das Komitee schlug 1804 einige Maßnahmen vor, mit denen die Juden zur Assimilation ermutigt, aber nicht gezwungen werden sollten. Nach diesem Vorschlag sollten die Juden einerseits Schulen besuchen und sogar Land besitzen dürfen. Andererseits sollte es ihnen verboten bleiben, aus dem Ansiedlungsrayon in das restliche Russland einzureisen. Dazu kamen weitere Verbote, darunter das Verbot, Brauereien zu betreiben. Die aufgeklärteren Teile dieser Politik wurden nie vollständig umgesetzt, so dass sich die Bedingungen für die Juden im Siedlungsgebiet immer mehr verschlechterten.
In den 1820er Jahren bewahrten die Kantonisten-Gesetze von Zar Nikolaus I. (die traditionelle Doppelsteuer für Juden) die Juden angeblich vor dem Kriegsdienst, während in Wirklichkeit alle jüdischen Gemeinden gezwungen waren, Jungen zum Dienst beim Militär abzuliefern, wo sie oft zur Konversion gezwungen wurden. Obwohl den Juden mit der Emanzipationsreform von 1861 etwas mehr Rechte bewilligt wurden, waren sie immer noch auf das Siedlungsgebiet beschränkt und Einschränkungen beim Besitz und Beruf unterworfen. Der Status quo wurde jedoch 1881 durch die Ermordung des Zaren Alexander II. zerschlagen, da die Tat fälschlicherweise den Juden zugeschrieben wurde.

### Pogrome
Das Attentat löste eine weitreichende Welle antijüdischer Pogrome von 1881 bis 1884 aus. Beim Ausbruch 1881 waren die Pogrome in erster Linie auf Russland beschränkt. Allerdings wurden bei einem Aufstand in Warschau zwölf Juden getötet, viele andere verletzt, Frauen vergewaltigt und Sachschäden in Höhe von mehr als 1 Million Rubel angerichtet. Der neue Zar Alexander III. beschuldigte die Juden und verfügte eine Serie strenger Restriktionen für jüdische Bewegungen, darunter die Maigesetze von 1882. Die Pogrome setzten sich in großer Zahl bis 1884 fort und wurden von der Regierung zumindest stillschweigend geduldet. Sie erwiesen sich als Wendepunkt in der Geschichte der Juden in Polen und der ganzen Welt. Die Pogrome lösten eine Flut jüdischer Auswanderung vor allem in die USA, aber auch nach Deutschland und Frankreich, aus, bei der fast zwei Millionen Juden den Ansiedlungsrayon verließen, und schufen die Voraussetzungen für den Zionismus.
Eine noch blutigere Serie von Pogromen fand von 1903 bis 1906 statt, von denen zumindest manche vermutlich von der russischen Geheimpolizei des Zaren, der Ochrana, organisiert oder unterstützt wurden. In diese Zeit fiel etwa das Pogrom von Kischinjow in Bessarabien. Einige der schlimmsten Pogrome ereigneten sich auf polnischem Territorium, wo die Mehrheit der russischen Juden lebte. Dazu gehörte das Białystok-Pogrom von 1906, bei dem bis zu hundert Juden getötet und viele verletzt wurden.

### Haskala und Halacha
Die jüdische Aufklärung (Haskala) begann sich im 19. Jahrhundert in Polen durchzusetzen und betonte säkulare Vorstellungen und Werte. Die Meister der Haskala, die Maskilim, drängten auf Assimilation und die Integration in die russische Kultur. Zur gleichen Zeit gab es eine andere jüdische Schule, die die traditionellen Studien und eine jüdische Antwort auf die ethischen Probleme des Antisemitismus und der Verfolgung betonte; eine Form davon war die Mussar-Bewegung. Die polnischen Juden waren im Allgemeinen weniger von Haskala beeinflusst, sondern waren Anhänger einer Fortsetzung ihres auf der Halacha gegründeten religiösen Lebens und folgten in erster Linie dem orthodoxen Judentum, dem Chassidismus und auch dem neuen religiösen Zionismus der Mizrahi-Bewegung im späten 19. Jahrhundert.

### Politik im polnischen Territorium
Ende des 19. Jahrhunderts schufen die Haskala und die Debatten darüber eine steigende Zahl politischer Bewegungen innerhalb der jüdischen Gemeinde, die ein weites Spektrum von Ansichten abdeckten und bei lokalen und regionalen Wahlen um Stimmen konkurrierten. Der Zionismus wurde sehr populär mit der Ankunft der sozialistischen Partei Poale Zion sowie der religiösen polnischen Mizrahi und der immer beliebteren Allgemeinen Zionisten. Juden nahmen auch den Sozialismus auf und formten den Allgemeinen Jüdischen Arbeiterbund, der die Assimilation und die Arbeiterrechte unterstützte. Die Folkspartei trat ihrerseits für kulturelle Autonomie und Widerstand gegen die Assimilation ein. 1912 entstand die religiöse Partei Agudat Yisrael.
Angesichts der Bedingungen im Russischen Reich nicht überraschend, nahmen Juden an einigen polnischen Aufständen gegen die Russen teil, darunter dem Kościuszko-Aufstand, dem Januaraufstand von 1863 und der Russischen Revolution von 1905.

## Die Zeit zwischen den Weltkriegen 1918–1939

### Unabhängigkeit und polnische Juden

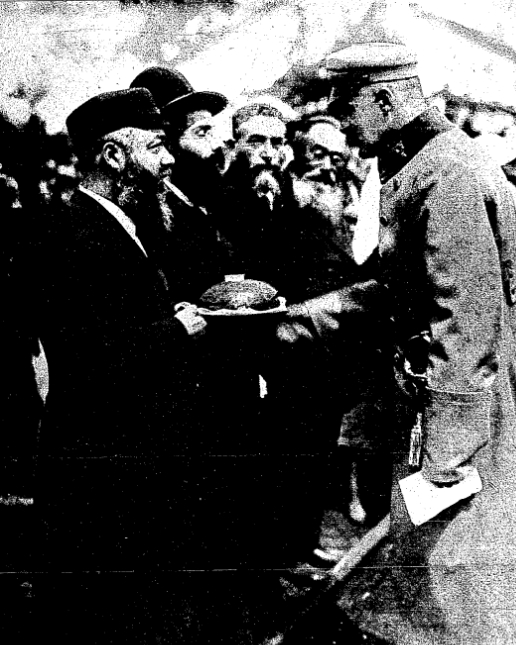
Marschall Józef Piłsudski mit jüdischer Delegation

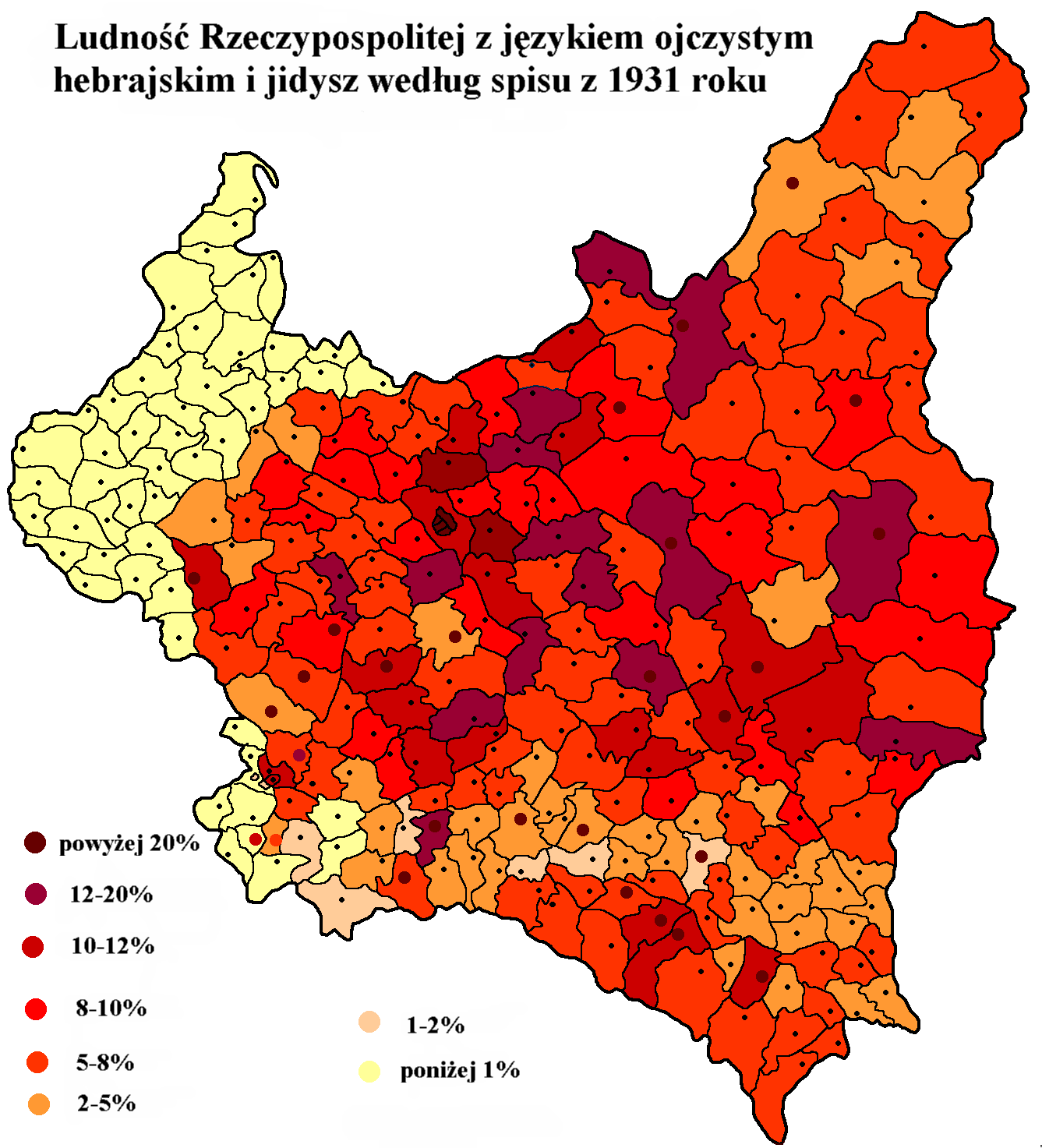
Verbreitung der jiddischen und hebräischen Sprache in Polen 1931

Die Juden spielten auch eine Rolle im Kampf um die Unabhängigkeit 1918, wobei sich einige Józef Piłsudski anschlossen, während viele andere Gemeinschaften sich für die Neutralität im Kampf um einen polnischen Staat entschieden. In der Nachwirkung des Ersten Weltkriegs und der folgenden Konflikte, die Osteuropa heimsuchten – der Russische Bürgerkrieg, der Polnisch-Ukrainische Krieg und der Polnisch-Sowjetische Krieg – fanden Pogrome gegen die Juden statt. Da vielfach den Juden unterstellt wurde, die Bolschewiki in Russland zu unterstützen, litten sie unter ständigen Angriffen der Gegner des Bolschewiki-Regimes. Am schlimmsten wüteten die Soldaten unter Kriegsminister Symon Petljura in der Ukrainischen Volksrepublik, für den alle Juden Bolschewiki und damit Feinde waren. Aber auch Rote Armee und polnische Armee organisierten Pogrome.
Gleich nach dem Ende des Ersten Weltkriegs wurde der Westen durch Berichte über angebliche massive Pogrome gegen Juden in Polen alarmiert. Die Forderungen nach dem Eingreifen der Regierung erreichten den Punkt, an dem US-Präsident Woodrow Wilson eine offizielle Kommission absandte, um die Angelegenheit zu untersuchen. Die Kommission unter der Führung von Henry Morgenthau sen. verkündete, dass die Berichte über Pogrome übertrieben seien und in einigen Fällen sogar erfunden sein könnten. Sie identifizierte acht größere Vorfälle in den Jahren 1918–1919 und schätzte die Anzahl der Opfer auf 200 bis 300 Juden. Vier von diesen wurden den Handlungen von Deserteuren und einzelnen undisziplinierten Soldaten zugeschrieben; bei keinem schrieb man die Schuld der offiziellen Regierungspolitik zu. In Pińsk beschuldigte ein polnischer Offizier eine Gruppe jüdischer Kommunisten, sich gegen die Polen verschworen zu haben, und erschoss 35 von ihnen. In Lemberg wurden Hunderte von Menschen getötet im Chaos, das auf die Einnahme der Stadt durch die polnische Armee folgte, darunter 72 Juden. Viele andere Ereignisse in Polen erwiesen sich später als übertrieben dargestellt, vor allem von zeitgenössischen Zeitungen wie der New York Times, obwohl ernsthafte Misshandlungen von Juden einschließlich der Pogrome an anderen Orten fortgesetzt wurden, insbesondere in der Ukraine. Das Ergebnis der Sorge um das Schicksal der polnischen Juden war eine Reihe von Klauseln im Friedensvertrag von Versailles und ein expliziter Minderheitenschutzvertrag, die die Rechte von Minderheiten in Polen schützten. 1921 gewährte die polnische Märzverfassung den Juden gleiche Bürgerrechte und garantierte ihnen religiöse Toleranz.

### Jüdische und polnische Kultur

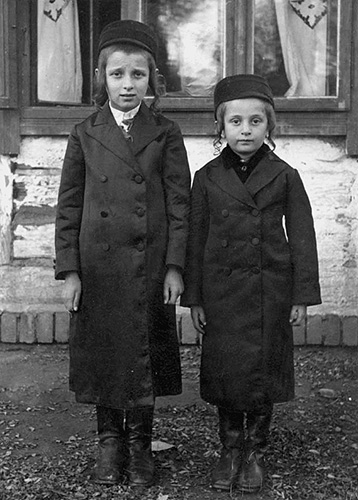
Chassidische jüdische Knaben in Błażowa, ca. 1930

Die unabhängige Zweite Polnische Republik besaß bis zu Beginn des Zweiten Weltkriegs eine große jüdische Minderheit, die größte jüdische Bevölkerung in Europa. Bei der Volkszählung von 1931 wurden nach ihrem Religionsbekenntnis 3.130.581 polnische Juden ermittelt. Unter Berücksichtigung des Bevölkerungszuwachses und der Emigration aus Polen zwischen 1931 und 1939 lebten am 1. September 1939 schätzungsweise 3.474.000 Juden in Polen (fast 10 % der Gesamtbevölkerung). Juden waren vor allem in Städten (73 %), weniger in Dörfern (23 %) ansässig. Im Schuljahr 1937/38 wurde an 226 Grund- und 12 Hochschulen sowie an 14 Berufsschulen in Jiddisch oder Hebräisch unterrichtet. Die jüdischen Parteien, sowohl der sozialistische Allgemeine Jüdische Arbeiterbund als auch die zionistischen Rechts- und Linksparteien und die religiösen konservativen Bewegungen, waren im Sejm (polnisches Parlament) und in regionalen Räten vertreten.
Die jüdische kulturelle Szene war äußerst lebhaft. Es gab viele jüdische Publikationen und mehr als 116 Zeitschriften. Warschau wurde zum Zentrum der jiddischen Literatur, zunächst unter Führung von Jizchok Leib Perez. Dort wuchs auch der Schriftsteller Isaac Bashevis Singer auf, der 1935 in die USA auswanderte und 1978 den Nobelpreis für Literatur erhielt. Andere jüdische Autoren aus dieser Zeit wie Bruno Schulz, Julian Tuwim, Jan Brzechwa und Bolesław Leśmian waren international weniger bekannt, leisteten aber wichtige Beiträge zur polnischen Literatur. Das jiddische Theater florierte ebenfalls; in Polen gab es fünfzehn jiddische Theater(gruppen). Das wichtigste jiddische Ensemble dieser Zeit, die Wilnaer Truppe, inszenierte 1920 im Elyseum-Theater in Warschau die Uraufführung von Salomon An-skis Drama Der Dibbuk.

### Zunehmender Antisemitismus
Während der Zweiten Republik nahm die Judendiskriminierung in Polen zu; die Juden wurden oft nicht als 'wahre Polen' anerkannt. Dieses Problem wurde sowohl durch den polnischen Nationalismus mit Unterstützung der Sanacja-Regierung als auch durch die Tatsache, dass viele Juden ein von der polnischen Mehrheit getrenntes Leben führten, verursacht; 85 % der polnischen Juden gaben zum Beispiel Jiddisch oder Hebräisch als ihre Muttersprache an. Die Lage verbesserte sich vorübergehend unter der Regierung von Józef Piłsudski (1926–1935), der sich dem Antisemitismus widersetzte. 1928 hatten alle jüdischen Gemeinden in Polen denselben Rechtsstatus erlangt. Nach Piłsudskis Tod (Mai 1935) wurde die Lage für die Juden wieder schlimmer. Das Lager der Nationalen Einheit kam an die Macht, das eine repressive Politik gegenüber den ethnischen Minderheiten verfolgte und die Anhänger einer toleranten Nationalitätenpolitik aus der Regierung drängte.

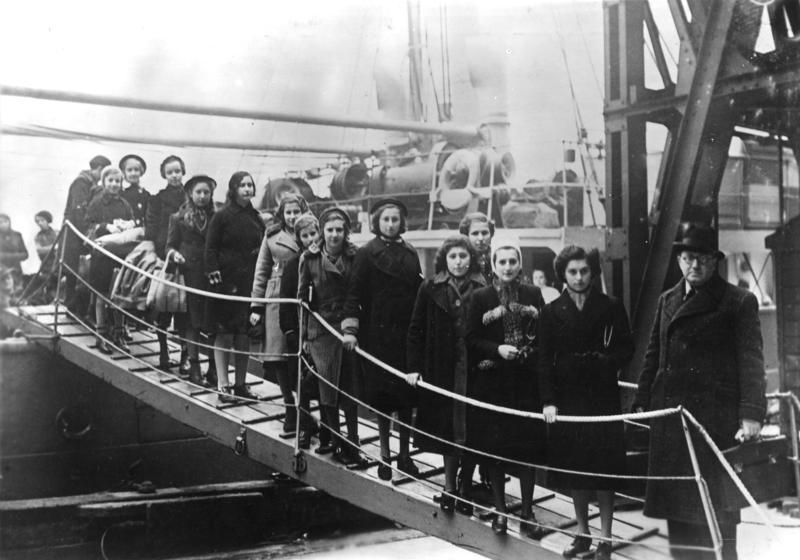
Kinder polnischer Juden aus dem polnischen Gebiet der Internierung nahe der deutschen Grenze bei ihrer Ankunft in London, Februar 1939

Die 1937 an einigen Hochschulen eingeführten halb- und inoffiziellen Quoten (Numerus clausus) sowie Segregation durch Sitzordnung (Getto-Sitzbänke, getto ławkowe) halbierten zudem die Zahl der Juden an polnischen Hochschulen zwischen der Unabhängigkeit und den späten 1930er Jahren. 1937 beschränkten die Verbände polnischer Akademiker und Rechtsanwälte ihre neuen Mitglieder auf christliche Polen; viele Stellen bei der Regierung waren für Juden unzugänglich. Es kam auch zu körperlicher Gewalt gegen Juden: von 1935 bis 1937 wurden bei antijüdischen Vorfällen 79 Juden getötet und 500 verletzt. Oft wurden auch jüdische Geschäfte geplündert. Auswirkungen der Weltwirtschaftskrise waren für stark landwirtschaftlich geprägte Staaten wie Polen besonders schwerwiegend. Dies sowie Boykotte trugen dazu bei, dass der Lebensstandard vieler polnischer Juden sank. Die jüdische Gemeinde in Polen am Vorabend des Zweiten Weltkriegs war groß, aber (ausgenommen einige Akademiker) deutlich ärmer und weniger integriert als in den meisten westeuropäischen Ländern.
Viele Juden mit polnischer Staatsbürgerschaft lebten bereits im Ausland, auch im Deutschen Reich. Am 31. März 1938 erließ die polnische Regierung ein Gesetz über den Entzug der Staatsbürgerschaft, mit dem polnische Staatsangehörige ausgebürgert werden konnten, wenn sie seit mehr als fünf Jahren im Ausland lebten. Im Vorfeld der internationalen Konferenz von Évian, die vom 6. bis 15. Juli 1938 stattfand und auf der das Problem der rapide ansteigenden Flüchtlingszahlen von Juden aus Deutschland und Österreich und mögliche Lösungen besprochen wurden, forderte die polnische Regierung, dass auch das Problem der polnischen Juden auf der Konferenz thematisiert werden müsse. Der polnische Botschafter in den Vereinigten Staaten, Graf Potocki, erklärte am 8. Juni 1938 gegenüber Vertretern des American Jewish Committee, dass mindestens 50.000 Juden pro Jahr aus Polen auswandern müssten. Nur so werde dauerhaft der Antisemitismus abnehmen.
Am 9. Oktober folgte eine polnische Verfügung, nach der im Ausland ausgestellte Pässe ab 30. Oktober nur mit einem Prüfvermerk des polnischen Konsulats zur Einreise nach Polen berechtigten. Auf diese Weise wollte die polnische Regierung eine Massenausweisung nach Polen der im Deutschen Reich lebenden Juden polnischer Staatsangehörigkeit verhindern. Die deutsche Regierung wiederum wollte diese noch rechtzeitig über die Grenze abschieben, mit der sogenannten Polenaktion. Am Grenzbahnhof Zbąszyń wurden diejenigen, die in Polen keine Familienangehörigen bzw. Bekannten hatten, bei denen sie unterkommen konnten und diejenigen denen man die Einreise verweigerte, interniert, so dass Tausende Juden feststeckten, darunter die Eltern von Herschel Grynszpan, worauf dieser in Paris am 7. November 1938 den deutschen Botschaftssekretär Ernst Eduard vom Rath erschoss. Die NS-Propaganda nahm dies zum Vorwand, die Novemberpogrome 1938 („Reichskristallnacht“) auszulösen.

### Gesellschaftliches Leben
In der Zwischenkriegszeit blühte das polnische Vereinsleben. Mehrere Gesellschaften organisierten 1929 erstmals die Wahl einer „Miss Judea“, die Kandidatinnen wurden in der Zeitschrift Nasz przegląd ilustrowany vorgestellt, die für die jüdische Gemeinschaft in Warschau herausgegeben wurde. Es kandidierten 130 junge Frauen, 20.000 Leser beteiligten sich an der Abstimmung. Die Siegerin wurde im Warschauer Hotel „Polonia“ gekürt. Es blieb allerdings bei dieser einen Miss-Wahl im Jahr 1929.

## Der Zweite Weltkrieg und die Ermordung der polnischen Juden (1939–1945)
Am 1. September 1939 marschierte die deutsche Wehrmacht von Westen, Süden und Norden in Polen ein und am 17. September besetzte die Rote Armee den Osten Polens. Die Juden aus Krakau, Łódź und Warschau fanden sich im deutschen Besatzungsgebiet wieder, die Juden aus Belarus, Galizien und Wolhynien im sowjetischen. Im erneut geteilten Polen (nach dem Hitler-Stalin-Pakt) befanden sich laut Volkszählung von 1931 61,2 % der Juden in deutsch und 38,8 % in sowjetisch besetzten Territorien. Unter Berücksichtigung der Fluchtbewegungen der Juden von West nach Ost während und nach dem Überfall auf Polen der Wehrmacht war der Prozentsatz der Juden in sowjetisch besetzten Gebieten Polens wahrscheinlich höher als bei der Volkszählung aus dem Jahre 1931.

### Der Überfall auf Polen
Während des Überfalls auf Polen 1939 nahmen 120.000 polnische Bürger jüdischer Abstammung als Mitglieder der polnischen Armee an den Kämpfen gegen die Deutschen und Sowjets teil. Man nimmt an, dass während des gesamten Zweiten Weltkriegs 32.216 jüdische Soldaten und Offiziere starben und 61.000 von den Deutschen gefangen genommen wurden; die Mehrheit überlebte dies nicht. Die Soldaten und Unteroffiziere, die freigelassen wurden, fanden sich letztlich in Ghettos und Arbeitslagern wieder und erlitten das gleiche Schicksal wie die jüdischen Zivilisten.

### Ausreise der geflohenen polnischen Juden aus Litauen nach Japan

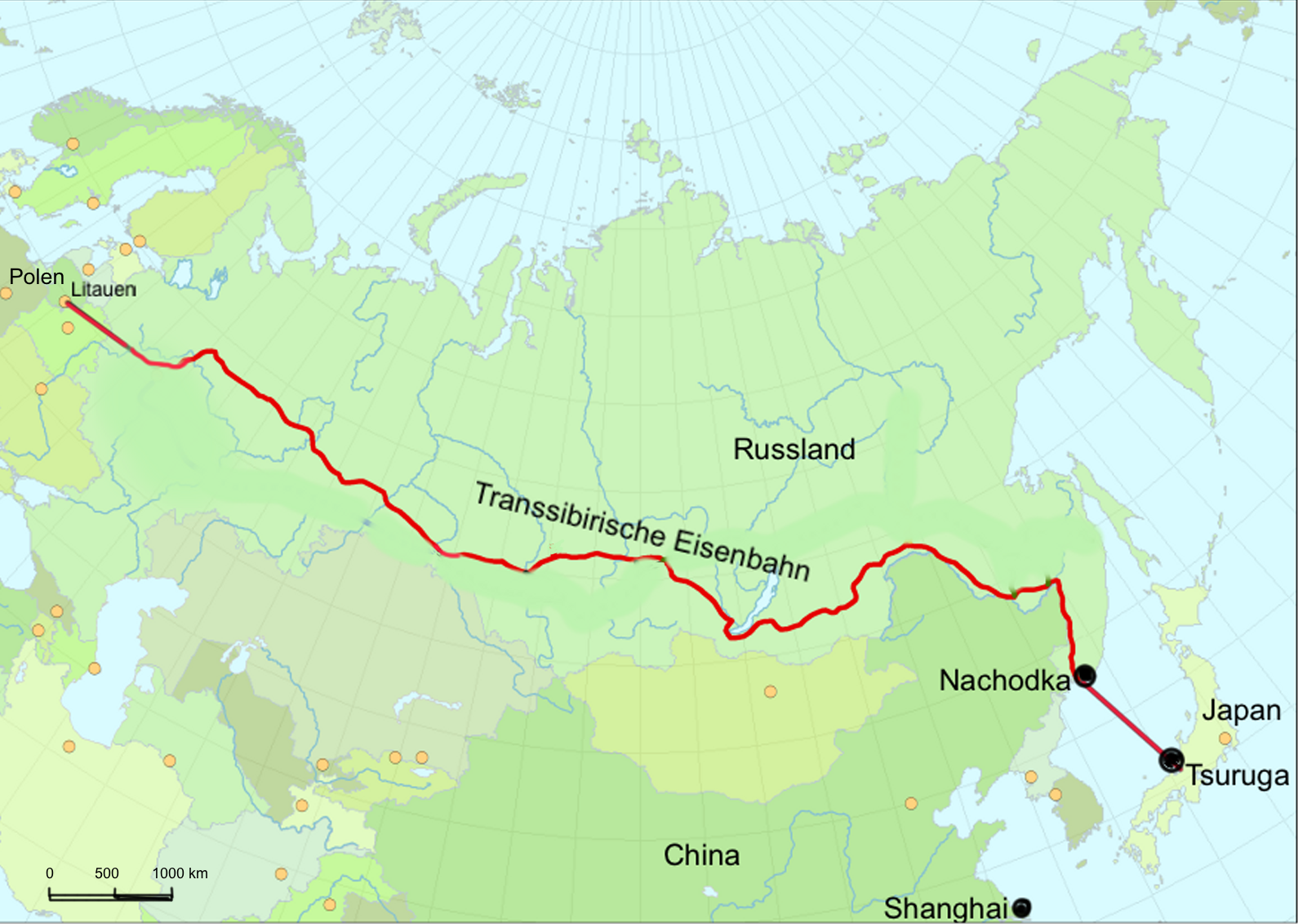
Fluchtroute über 10.000 km aus Litauen mit der transsibirischen Eisenbahn nach Nachodka und per Schiff nach Tsuruga.

Nach dem deutschen Überfall auf Polen 1939 flohen ungefähr 10.000 polnische Juden in das neutrale Litauen. Chiune Sugihara (1900–1986), der Konsul des japanischen Kaiserreiches in Litauen, trug dem stellvertretenden Volkskommissar für Auswärtige Beziehungen, Wladimir Dekanosow, der als Beauftragter der Moskauer Parteiführung für die Sowjetisierung Litauens zuständig war, den Plan vor, die jüdischen Antragsteller, die nach Japan ausreisen wollten, mit der Transsibirischen Eisenbahn bis an die Pazifikküste nach Nachodka (russisch Нахо́дка) zu schicken und von dort nach Japan ausreisen zu lassen. Stalin und Volkskommissar Molotow genehmigten den Plan, am 12. Dezember 1940 fasste das Politbüro einen entsprechenden Beschluss, der sich zunächst auf 1991 Personen erstreckte. Nach den sowjetischen Akten reisten letztlich bis August 1941 von Litauen über Sibirien rund 3500 Personen aus, um mit dem Schiff nach Tsuruga in Japan überzusetzen und von dort nach Kōbe oder Yokohama weiterzureisen. Der Hafen von Tsuruga erhielt später den Namen „Port of Humanity“ (engl.: ‚Hafen der Menschlichkeit‘) Ein Museum in Tsugura erinnert an die Rettung der Juden. Das japanische Außenministerium verfügte, dass ausnahmslos jeder, der ein Visum bekommen sollte, ein Visum eines Drittlandes zur Ausreise aus Japan besitzen müsse. Der niederländische Konsul Jan Zwartendijk (1896–1976) hatte 2400 von ihnen mit einem offiziellen Zielland Curaçao, einer karibischen Insel, die kein Einreisevisum forderte, oder mit Papieren für Niederländisch-Guayana (heute Suriname) versehen. Etwa 5000 der Flüchtlinge erhielten ein japanisches Visum von Chiune Sugihara, mit dem sie zu den Niederländischen Antillen reisen sollten. Für die übrigen Juden ignorierte Sugihara jedoch diesen Befehl und erteilte Tausenden von Juden ein Einreisevisum und nicht nur ein Transitvisum nach Japan, womit er zwar seine Karriere aufs Spiel gesetzt, aber dadurch diesen Juden das Leben gerettet hat.

### Das sowjetisch besetzte Polen
Unter den polnischen Offizieren, die vom NKWD 1941 beim Massaker von Katyn ermordet wurden, waren 500 bis 600 Juden.
Von 1939 bis 1941 wurden 100.000 bis 300.000 polnische Juden aus dem sowjetisch besetzten Territorium Polens in die Sowjetunion deportiert. Einige von ihnen, insbesondere polnische Kommunisten wie Jakub Berman, gingen freiwillig; die meisten wurden jedoch gewaltsam in die Lager des Gulag gebracht. Etwa 6.000 polnische Juden konnten die Sowjetunion mit der Armee von Władysław Anders verlassen, unter ihnen der spätere israelische Ministerpräsident Menachem Begin. Während des Aufenthalts des Zweiten Korps der polnischen Armee in Palästina verließen 67 % (2.972) der jüdischen Soldaten die Streitkräfte, teils den Dienst quittierend oder desertierend, von denen viele in die Irgun Tzwai Le’umi eintraten.

### Der Holocaust: Das deutsch besetzte Polen

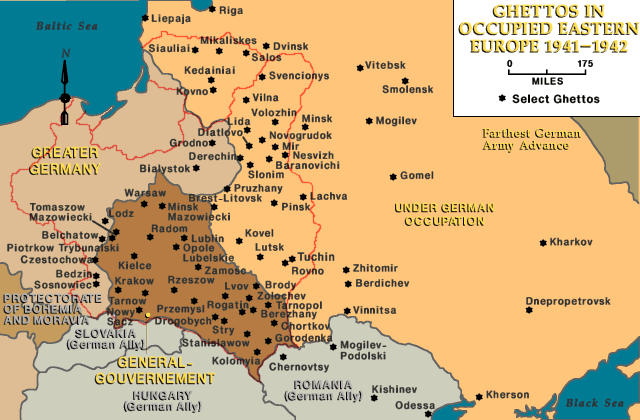
Die wichtigsten deutschen Ghettos für Juden in Polen und Osteuropa

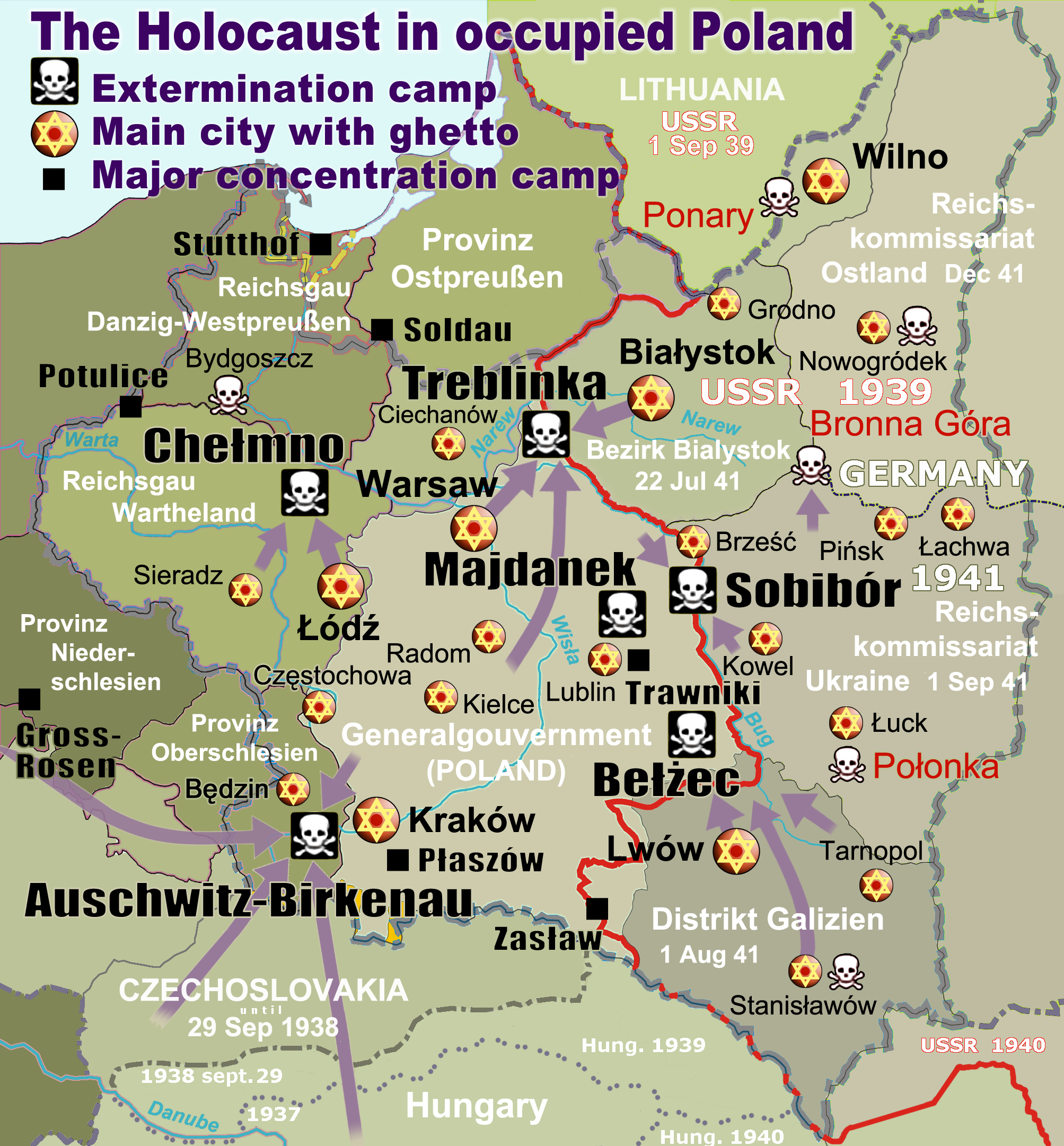
Ghettos und Konzentrationslager in Polen

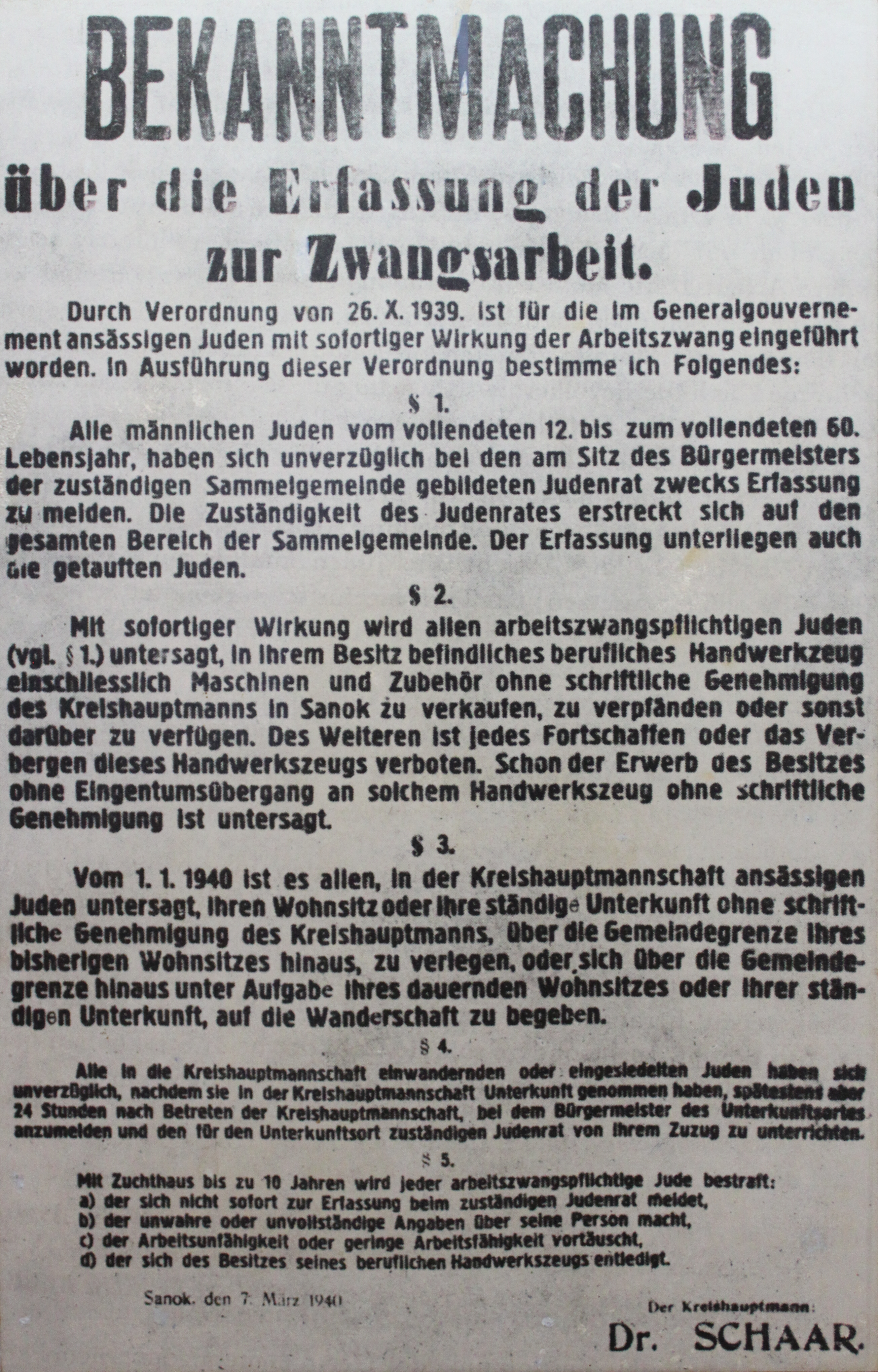
Bekanntmachung über die Erfassung der Juden zur Zwangsarbeit vom 7. März 1940

1939 gab es in Polen 3.460.000 polnische Bürger jüdischer Abstammung. Etwa sechs Millionen polnische Bürger kamen während des Zweiten Krieges ums Leben, die Hälfte von ihnen waren Juden, somit bis auf 300.000 bis 500.000 Überlebende die komplette jüdische Bevölkerung des Landes, die in den Vernichtungslagern der Nationalsozialisten in Auschwitz, Treblinka, Majdanek, Belzec, Sobibor und Kulmhof ermordet wurden oder in den Ghettos verhungerten. Viele Juden im damaligen Ostpolen fielen auch den Einsatzgruppen der Nationalsozialisten zum Opfer, die vor allem 1941 Juden massakrierten.
Einige dieser von Deutschen veranlassten Massaker wurden teilweise unter aktiver Teilnahme polnischer Bürger durchgeführt. So zum Beispiel das Massaker von Jedwabne, bei dem nach Angaben des IPN über 300 Personen von polnischen Mitbürgern ermordet wurden. Das Ausmaß der polnischen Beteiligung an den Massakern gegen die jüdische Gemeinde ist jedoch umstritten; das IPN identifizierte 22 andere Orte, in denen Pogrome ähnlich dem in Jedwabne stattfanden. Die Gründe für diese Massaker sind noch nicht umfassend geklärt, aber dazu gehören Antisemitismus, Verbitterung über eine Kooperation mancher Juden mit den sowjetischen Besatzern in den Jahren 1939 bis 1941 oder sozialer Neid auf die Besitztümer der jüdischen Mitbürger. Eine auch im Hinblick auf die besetzten westeuropäischen Länder damals einmalige Organisation war die polnische Hilfsorganisation Żegota, die tausenden verfolgter Juden das Leben rettete. Andererseits gab es in Polen auch Personen, die von der judenfeindlichen Politik der deutschen Besatzer profitierten und dabei eine verhängnisvolle Rolle spielten: die sogenannten Schmalzowniks.
Eine maßgebliche Säule der nationalsozialistischen Vernichtungspolitik war die Einrichtung von Ghettos, also speziell angelegten Wohnbezirken, in denen die Juden eingesperrt und viele auch direkt in diesen ermordet wurden. Im Sinne des mittelalterlichen Begriffs waren die Ghettos keine Stadtteile zum Wohnen, sondern zu regelrechten Sammellagers umfunktionierte Stadtviertel als Bestandteil des Vernichtungsprozesses der Nationalsozialisten. Das Warschauer Ghetto war mit 380.000 Menschen das größte; das zweitgrößte in Łódź hatte 160.000 Internierte. Andere polnische Städte mit großen jüdischen Ghettos waren Białystok, Tschenstochau, Kielce, Krakau, Lublin, Lemberg und Radom. Das Warschauer Ghetto wurde am 16. Oktober 1940 vom deutschen Generalgouverneur Hans Frank eingerichtet. Zu dieser Zeit lebten dort schätzungsweise 30 % der Warschauer Bevölkerung; das Ghetto umfasste jedoch nur 2,4 % des gesamten Warschauer Stadtgebietes. Die Deutschen schotteten das Ghetto am 16. November 1940 durch den Bau einer Mauer von der Außenwelt ab. Während der folgenden anderthalb Jahre wurden Juden aus kleineren Städten und Dörfern des erweiterten Warschauer Umlandes dorthin gebracht. Krankheiten (vor allem Typhus) und Hunger sorgten jedoch dafür, dass die Zahl der Gefangenen etwa gleich blieb. Die durchschnittlichen Essensrationen für Juden in Warschau waren 1941 auf 253 kcal täglich beschränkt; Polen nichtjüdischen Glaubens erhielten 669 kcal, Deutschen standen 2613 kcal zu.

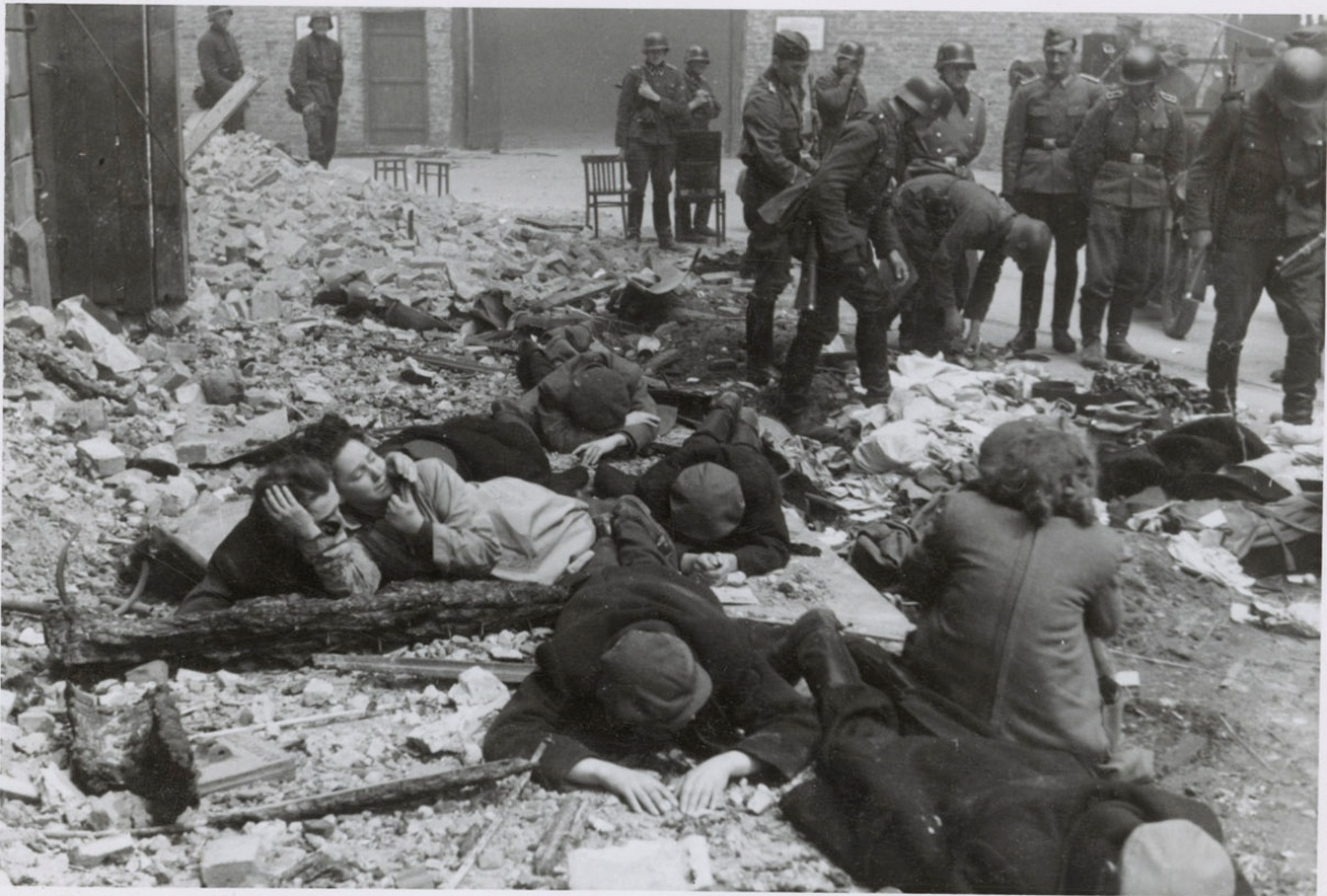
Aufstand im Warschauer Ghetto. Deutsche Aufnahme, Stroop-Report, Mai 1943

Am 22. Juli 1942 begannen mit der sogenannten Großen Aktion die Massendeportationen aus dem Warschauer Ghetto. Während der nächsten 52 Tage (bis zum 12. September) wurden rund 300.000 Menschen mit Zügen ins Vernichtungslager Treblinka transportiert. Die Deportationen wurden von fünfzig deutschen SS-Soldaten, 200 Soldaten der lettischen Schutzmannschaften, 200 ukrainischen Polizisten und 2.500 Mitgliedern der jüdischen Ghetto-Polizei durchgeführt. Die Angestellten des Judenrats blieben als Belohnung für ihre Kooperation zusammen mit ihren Familien und Verwandten zunächst von den Deportationen verschont. Zusätzlich wurden im August 1942 Ghetto-Polizisten unter Androhung der eigenen Deportation gezwungen, fünf Ghetto-Insassen persönlich am Umschlagplatz „abzuliefern“. Am 18. Januar 1943 widersetzten sich Gefangene, darunter Mitglieder der Jüdischen Kampforganisation (ŻOB) unter Führung von Mordechaj Anielewicz, zum Teil mit Waffengewalt weiteren Deportationsversuchen der Deutschen. Endgültig zerstört wurde das Warschauer Ghetto vier Monate nach der Niederschlagung dieses Aufstands im Warschauer Ghetto. Einige der Überlebenden, die noch in Lagern in oder nahe der Stadt festgehalten wurden, wurden ein Jahr später während des größeren Warschauer Aufstands, der von der polnischen Widerstandsbewegung Armia Krajowa angeführt wurde, von den Deutschen getötet.
Das Schicksal des Warschauer Ghetto glich dem anderer Ghettos in Polen, in denen Juden versammelt wurden. Mit der Entscheidung der Nationalsozialisten zur „Endlösung“, der Vernichtung der Juden in Europa, begann die Aktion Reinhardt 1942 mit der Eröffnung der Vernichtungslager in Bełżec, Sobibór und Treblinka, gefolgt von Auschwitz-Birkenau. Die Massendeportationen der Juden aus den Ghettos in diese Lager, wie in Warschau geschehen, folgten bald. Allein in diesen Lagern wurden bis Oktober 1943 mehr als 1,7 Millionen Juden ermordet. Die Aktionszentrale „Tiergartenstrasse 4“ gab schon im Jahr 1942 über 100 ihrer Spezialisten zur „Endlösung der Judenfrage“ nach Osten ab. Die ersten Lagerkommandanten in Belzec, Treblinka und Sobibor kamen aus der »Aktion T4.«
Polen war während des Zweiten Weltkriegs das einzige besetzte Land, in dem die Nationalsozialisten ausdrücklich die Todesstrafe für alle verhängten, die Juden schützten, versteckten oder ihnen in irgendeiner Weise halfen. Trotz dieser drakonischen Maßnahmen besitzen Polen die höchste Anzahl an Auszeichnungen Gerechter unter den Völkern im Museum von Yad Vashem.
Die polnische Exilregierung mit Sitz in London deckte im November 1942 als erste die Existenz von Vernichtungslagern und die systematische Vernichtung der Juden durch die Nationalsozialisten auf. Diese Enthüllungen verdankte sie ihrem Kurier Jan Karski und den Aktivitäten von Witold Pilecki, der nicht nur Mitglied der Armia Krajowa war, sondern auch der einzige bekannte Mensch, der freiwillig in die Gefangenschaft von Auschwitz ging und eine Widerstandsbewegung im Lager organisierte. Die polnische Exilregierung war die einzige Regierung in Europa, die mit der Żegota eine Organisation aufbaute, um Juden im Kampf gegen die Nationalsozialisten gezielt zu helfen.

## Kommunistische Herrschaft: 1945–1989

### Nachkriegszeit

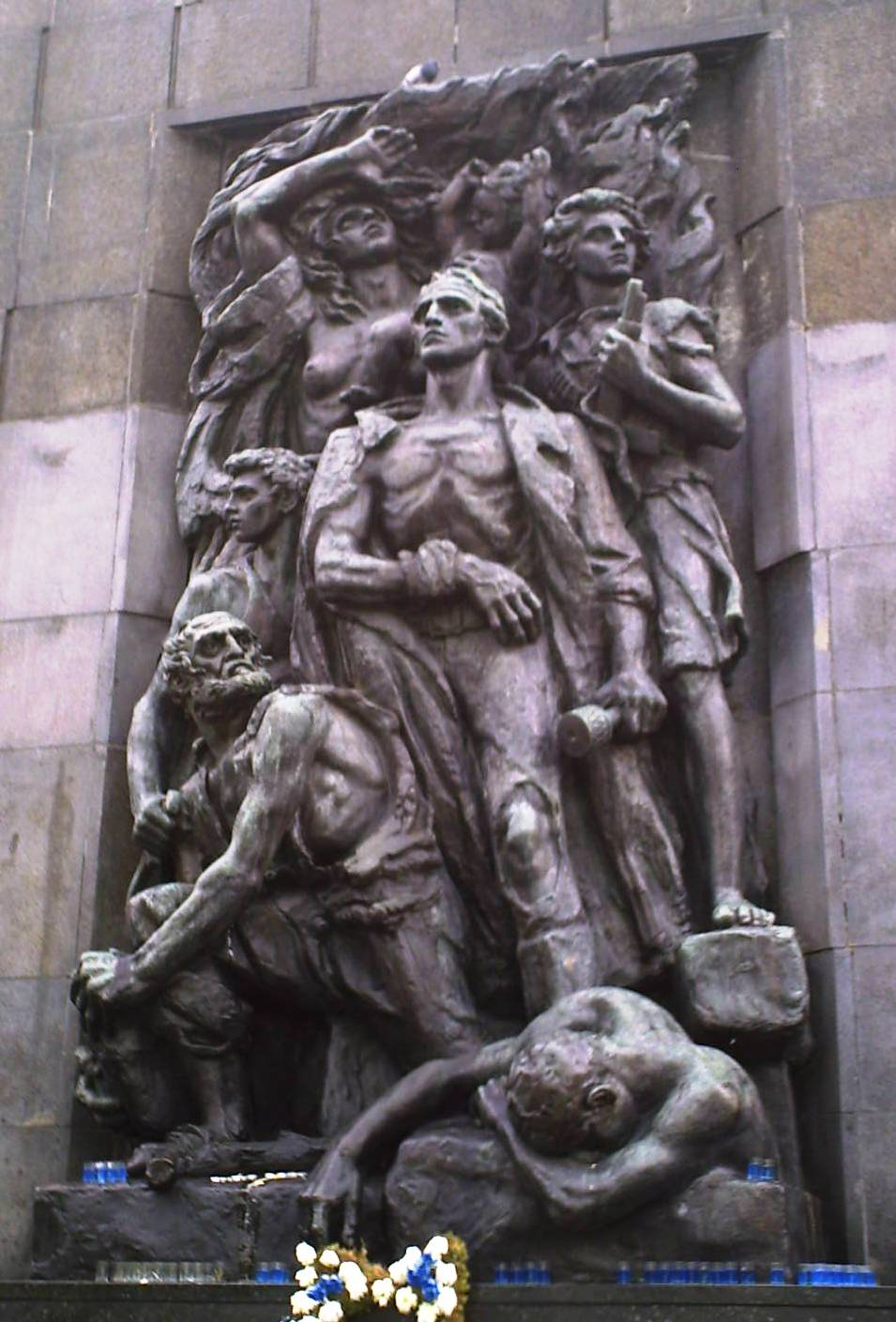
Denkmal für den Aufstand im Warschauer Ghetto, Warschau, errichtet 1948

40.000 bis 100.000 polnische Juden überlebten den Holocaust, indem sie sich versteckten oder sich den polnischen bzw. sowjetischen Partisanen-Einheiten anschlossen. Weitere 50.000 bis 170.000 wurden von der Sowjetunion und 20.000 bis 40.000 von Deutschland und anderen Staaten repatriiert. Am Höhepunkt der Nachkriegszeit lebten 180.000 bis 240.000 Juden in Polen, vor allem in Warschau, Łódź, Krakau und Breslau.
Kurz nach dem Ende des Zweiten Weltkriegs begannen viele Juden Polen zu verlassen. Angetrieben durch erneute antijüdische Gewaltakte, insbesondere das Pogrom von Kielce 1946, die Weigerung des kommunistischen Regimes, das jüdische Eigentum aus der Zeit vor dem Krieg zurückzugeben, und den Wunsch, Gemeinden, die vom Holocaust zerstört waren, zu verlassen und ein neues Leben in Palästina zu beginnen, verließen zwischen 1945 und 1948 100.000–120.000 Juden Polen. Die Ausreise zog sich jedoch bis Anfang der 1950er Jahre hin. Überwiegend ging es mit plombierten Zügen nach Triest und von dort per Schiff nach Haifa. Ihre Abreise wurde im Wesentlichen von zionistischen Aktivisten wie Adolf Berman und Icchak Cukierman unter dem Deckmantel der halb-geheimen Organisation Berihah („Flucht“) unterstützt. Berihah organisierte auch die Alija aus Rumänien, Ungarn, der Tschechoslowakei und Jugoslawien mit insgesamt 250.000 Holocaust-Überlebenden. Eine zweite Auswanderungswelle mit 50.000 Menschen gab es während der Liberalisierung des kommunistischen Regimes zwischen 1957 und 1959.
Für die verbliebenen Juden wurde das jüdische Leben in Polen zwischen Oktober 1944 und 1950 vom Zentralen Komitee der polnischen Juden (Centralny Komitet Żydów Polskich, CKŻP) unter der Leitung des Bund-Aktivisten Szloma Herszenhorn wiederaufgebaut. Das CKŻP bot rechtliche, pädagogische und soziale Hilfe sowie kulturelle und propagandistische Dienste. Eine landesweite Jüdische Religiöse Gemeinschaft mit Dawid Kahane an der Spitze, der als oberster Rabbiner der polnischen Armee diente, fungierte von 1945 bis 1948, ehe sie von der CKŻP vereinnahmt wurde. Elf unabhängige jüdische Parteien, von denen acht legal waren, existierten bis zu ihrer Auflösung 1949/50.
Einige polnische Juden nahmen am Aufbau des kommunistischen Regimes in der Volksrepublik Polen zwischen 1944 und 1956 teil und besetzten unter anderem prominente Posten im Politbüro der Polnischen Vereinigten Arbeiterpartei (PZPR) – zum Beispiel Jakub Berman oder Hilary Minc (verantwortlich für die kommunistische Wirtschaft) – und beim Sicherheitsdienst (Urząd Bezpieczeństwa, UB). Nach 1956, während des Prozesses der Entstalinisierung in Polen unter dem Regime von Władysław Gomułka, wurden einige UB-Offizielle wie Roman Romkowski (geb. Natan Grynszpan-Kikiel), Józef Różański (geb. Józef Goldberg) und Anatol Fejgin wegen „Machtmissbrauchs“ (unter anderem Folterung polnischer Antikommunisten, wie Witold Pilecki) verfolgt und zu Gefängnisstrafen verurteilt. Ein UB-Offizieller, Józef Światło (geb. Izak Fleischfarb), enthüllte nach seiner Flucht in den Westen 1953 über Radio Free Europe die Methoden des UB, was zu dessen Umstrukturierung und 1956 zu einer Umbenennung zu SB führte.
Außerdem entstanden einige jüdische kulturelle Institutionen, darunter das Jüdische Theater in Warschau, das 1950 gegründet und von Ida Kamińska geleitet wurde, sowie das Jüdische Historische Institut, eine akademische Institution, die sich auf die Erforschung der Geschichte und Kultur der Juden in Polen spezialisierte, und die jiddische Zeitung Folks-Shtime (Volksstimme).

### 1967–1989
Nach dem Sechstagekrieg zwischen Israel und den arabischen Staaten brach die UdSSR 1967 die diplomatischen Beziehungen zu Israel ab. Diesem Vorbild folgten die meisten Staaten des Ostblocks, darunter auch Polen. 1968 waren die meisten der 40.000 verbliebenen Juden in die polnische Gesellschaft assimiliert, aber im nächsten Jahr standen sie im Mittelpunkt einer staatlich organisierten Kampagne, die jüdische Abstammung mit zionistischen Sympathien und demnach Disloyalität zu Polen gleichsetzte.
Im März 1968 boten studentische Demonstrationen in Warschau Gomułkas Politbüro die Möglichkeit, die öffentlichen Zweifel an der Staatsführung in eine andere Bahn zu lenken. So nutzte Innenminister Mieczysław Moczar die Situation als Vorwand, um eine antisemitischen Kampagne zu starten, bei der offiziell jedoch der Ausdruck „zionistisch“ benutzt wurde. Die staatlich geförderte „antizionistische“ Kampagne resultierte in der Verdrängung der Juden aus der PZPR und von Lehrstellen an Schulen und Universitäten. Der wirtschaftliche, politische und polizeiliche Druck trieb von 1968 bis 1970 25.000 Juden in die Emigration. Die Kampagne war zwar angeblich gegen Juden, die in der stalinistischen Ära Ämter bekleidet hatten, und deren Familien gerichtet, traf aber die meisten der verbliebenen polnischen Juden, unabhängig von ihrem Hintergrund.
Die Ereignisse um den März 1968 hatten diverse Konsequenzen. Die Kampagne beschädigte Polens Ansehen im Ausland, vor allem in den USA. Viele polnische Intellektuelle betrachteten die Forcierung des offiziellen Antisemitismus mit Abscheu und widersetzten sich der Kampagne. Einige Menschen, die in dieser Zeit in den Westen auswanderten, gründeten Organisationen, die zum antikommunistischen Widerstand innerhalb Polens ermunterten. In den späten 1970er Jahren beteiligten sich jüdische Aktivisten an diesen Oppositionsgruppen. Der prominenteste von ihnen, Adam Michnik (der Herausgeber der Gazeta Wyborcza), gehörte zu den Gründern des Komitees zur Verteidigung der Arbeiter (KOR). Beim Fall des Kommunismus in Polen 1989 lebten nur noch 5.000 bis 10.000 Juden im Land, von denen viele es vorzogen, ihre jüdische Herkunft zu verbergen.

## Seit 1989

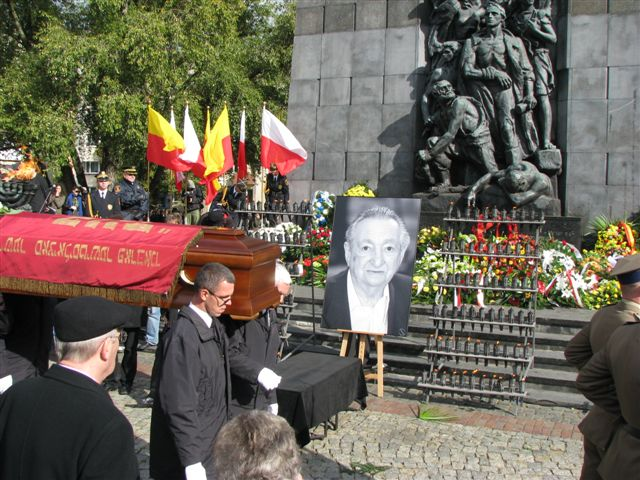
Begräbnis Marek Edelmanns – Bundist und seinerzeit Mitorganisator des Aufstandes im Warschauer Ghetto – mit militärischen Ehren am 9. Oktober 2009 in Warschau

Mit dem Fall des Kommunismus erlebte das kulturelle, soziale und religiöse Leben der Juden in Polen eine Wiederbelebung. Viele Ereignisse im Zweiten Weltkrieg und in der Volksrepublik Polen, deren Diskussion vom kommunistischen Regime zensiert worden war, wurden nun neu bewertet und öffentlich diskutiert (zum Beispiel das Massaker von Jedwabne, die Massaker von Koniuchy und Naliboki, das Pogrom von Kielce, das Auschwitz-Kreuz und die polnisch-jüdischen Beziehungen während des Krieges im Allgemeinen).
Das Koordinationsforum gegen den Antisemitismus listete in der Zeit von Januar 2001 bis November 2005 achtzehn antisemitische Vorfälle in Polen auf. Die Hälfte davon war Propaganda, in acht Fällen kam es zu Gewaltverbrechen wie Vandalismus oder Schändung (der letzte 2003) und einmal ging es um verbalen Missbrauch. Es gab in Polen keine antisemitischen Angriffe mit Waffen, jedoch sind laut einer Untersuchung von 2005 antisemitische Ansichten in der Bevölkerung verbreiteter als in anderen europäischen Staaten. Nach einer im Januar 2005 vom Meinungsforschungsinstitut CBOS (Centrum Badania Opinii Społecznej) veröffentlichten Umfrage, in der Polen nach ihrer Einstellung gegenüber anderen Nationen gefragt wurden, bekundeten 45 % eine Antipathie gegenüber Juden, 18 % Sympathie und 29 % Gleichgültigkeit (8 % unentschlossen); auf einer Skala von −3 (starke Antipathie) bis +3 (starke Sympathie) wurde ein Durchschnittswert von −0,67 ermittelt. Die Meinung der Polen über die Juden ist demnach mehr als 60 Jahre nach dem Krieg deutlich negativer als diejenige über die Deutschen (Durchschnittswert −0,05).
In der Zwischenzeit wurde das jüdische religiöse Leben mit Hilfe der Ronald-Lauder-Stiftung wiederbelebt. Die jüdische Gemeinde beschäftigt zwei Rabbiner, betreibt ein kleines Netzwerk von Schulen und Ferienlagern und unterstützt verschiedene jüdische Zeitschriften und Buchreihen. 1993 wurde die Union der jüdischen religiösen Gemeinden in Polen gegründet, um das religiöse und kulturelle Leben ihrer Mitglieder zu organisieren.
An der Universität Warschau und der Jagiellonen-Universität in Krakau wurden akademische jüdische Studienprogramme etabliert. Krakau ist Sitz der Judaica-Stiftung, die ein weites Spektrum kultureller und pädagogischer Programme zu jüdischen Themen für ein hauptsächlich polnisches Publikum fördert.
2014 wurde in Warschau auf dem Gelände des ehemaligen Ghettos das Museum der Geschichte der polnischen Juden eröffnet. Es bietet einen Überblick über die Geschichte der Juden in Polen vom Mittelalter bis zum Ende des 20. Jahrhunderts. Finanziert wurde der Bau von der polnischen Regierung; Deutschland unterstützte das Vorhaben mit 5 Millionen Euro. Die feierliche Grundsteinlegung fand am 26. Juni 2007 gegenüber dem Ehrenmal des jüdischen Ghettos statt.

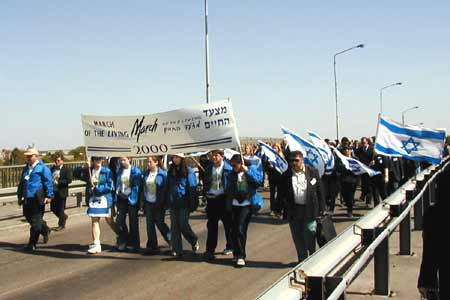
Polnisch-jüdischer Marsch der Lebenden in Auschwitz im Jahr 2000

Polen war nach Rumänien, welches auch nach 1967 die Beziehungen zu Israel nie abgebrochen hatte, der erste Staat des Ostblocks, der Israel 1986 wieder anerkannte und 1990 wieder vollständige diplomatische Beziehungen aufnahm. Das Verhältnis der Regierungen Polens und Israels verbesserte sich seither zunehmend, was sich an gegenseitigen Besuchen der Präsidenten und Außenminister zeigt.
In den vergangenen Jahren gab es einige Holocaust-Gedenkveranstaltungen in Polen. Im September 2000 versammelten sich Würdenträger aus Polen, Israel, den USA und anderen Staaten (einschließlich Hassan ibn Talal aus Jordanien) in Oświęcim, dem Standort des KZ Auschwitz-Birkenau, um die Eröffnung der renovierten Synagoge Chevra Lomdei Mishnayot und des Auschwitz Jewish Center zu feiern. Die Synagoge, die als einzige in Oświęcim den Zweiten Weltkrieg überstanden hat, und das angrenzende jüdische Zentrum für Kultur und Lehre bieten den Besuchern die Gelegenheit, zu beten und etwas über die aktive jüdische Gemeinde zu lernen, die vor dem Krieg in Oświęcim existierte. Die Synagoge war das erste kommunale Eigentum im Land, das der jüdischen Gemeinde nach einem entsprechenden Gesetz von 1997 zurückgegeben wurde. Außerdem zieht der Marsch der Lebenden im April jeden Jahres von Auschwitz nach Birkenau, um die Opfer des Holocaust zu ehren, Polen und Menschen aus Israel und anderen Orten an. Es gibt auch allgemeinere Aktivitäten wie das Jüdische Kulturfestival in Krakau, welches inzwischen zur weltweit größten jüdischen Kultur- und Musikveranstaltung aufgestiegen ist. 2009 kamen etwa 30.000 Menschen zum 19. jüdischen Kulturfestival, davon etwa 80–90 % Polen. Im Jahr davor waren es noch 20.000. Die offizielle Bezeichnung für das Festival lautet: „Festiwal Kultury Żydowskiej / Jewish Culture Festival“.
Auch wenn es keine exakten Zahlen gibt, schätzt man allgemein, dass die jüdische Bevölkerung in Polen im Jahr 2000 auf etwa 8.000 bis 12.000 gestiegen ist, von denen die meisten in Warschau, Breslau und Bielsko-Biała leben. Nach Angaben des Moses Schorr Centre und anderen polnischen Quellen könnte die tatsächliche Zahl jedoch noch höher sein, da viele der in Polen lebenden Juden nicht religiös sind. Das Centre vermutet etwa 100.000 Juden in Polen, von denen 30.000–40.000 eine direkte Verbindung, entweder religiös oder kulturell, zur jüdischen Gemeinde besitzen. Gemäß der Jewish Virtual Library und dem American Jewish Year Book 2018 leben nur noch 4.500 Juden in Polen, was 0,01 % der Bevölkerung ausmacht.
Nach Diskussionen über polnischen Antisemitismus sieht ein Gesetz 2006 bis zu drei Jahre Gefängnis für jeden vor, der „die polnische Nation öffentlich der Teilnahme, Organisation oder Verantwortung für kommunistische oder nationalsozialistische Verbrechen bezichtigt“. 2008 hebt es der Verfassungsgerichtshof wieder auf.
Eine landesweite Studie des Centrum Badań nad Uprzedzeniami (polnisch: Zentrum für das Studium von Vorurteilen) an der Universität Warschau zeigt, dass es seit 2014 eine deutliche Steigerung an negativer Einstellung gegenüber den Juden gegeben hat. Die Studie, die sich mit den Jahren 2014 bis 2016 befasst, zeigt, dass antisemitische Hassreden immer mehr akzeptiert werden und immer größere Popularität im Internet und im polnischen Fernsehen genießen. Der Studie zufolge würden 2016 mehr als die Hälfte der Polen (55,98 %) Juden nicht als Familienmitglieder akzeptieren, ein Drittel (32,2 %) keinen jüdischen Nachbarn akzeptieren und 15,1 % keinen jüdischen Mitarbeiter. Polens Präsident Andrzej Duda, die damalige Premierministerin Beata Szydło und die rechtsnationale Regierung schwiegen zu zunehmenden antisemitischen Ausschreitungen, wie beispielsweise die Verbrennung einer „Juden-Puppe“ in Breslau im November 2016, der Täter wurde festgenommen und letztendlich zu einer Gefängnisstrafe ohne Bewährung vom polnischen Gericht verurteilt. 2013 glaubten nur 48 % der Befragten in Polen, dass die Juden gar keine Schuld an der Kreuzigung Christi trügen. Nur 33 % verneinten dezidiert die Frage, ob Juden Ritualmorde an christlichen Kindern verübt hätten.
Seit 2020 erscheinen beim Institut für Nationales Gedenken die Polish-Jewish Studies.

## Literatur

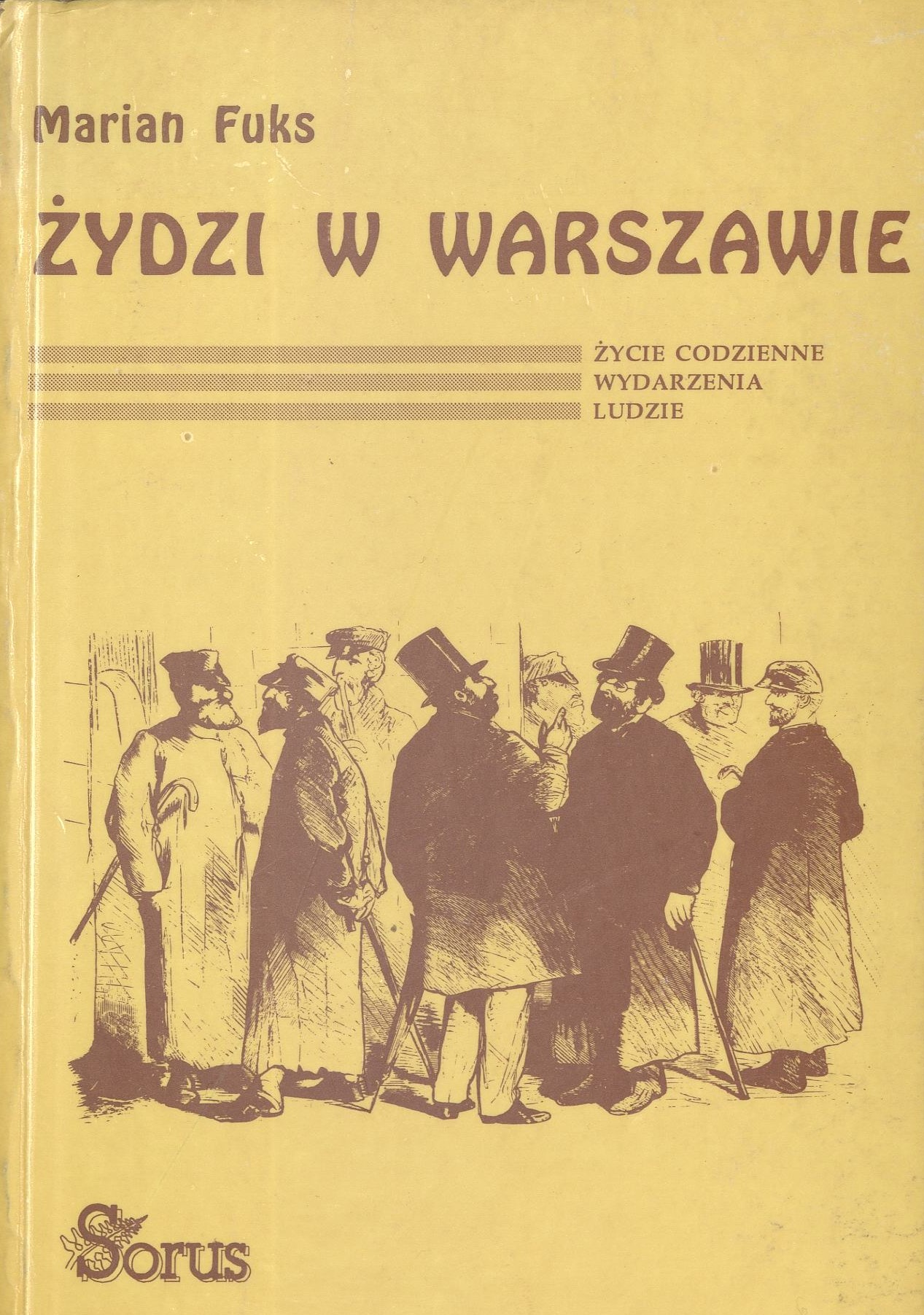
Marian Fuks: Żydzi w Warszawie (1992)

### Allgemeines
- Portal der jüdischen Lokalgeschichte mit der größten Internetdatenbank mit Artikeln, Fotos, Filmen, Audios, Zeitzeugenberichten, Erinnerungen und aktuellen Nachrichten über Juden in Ostmitteleuropa

### Geschichte der polnischen Juden
- Virtuelles Schtetl Internetprojekt des Museums der Geschichte der polnischen Juden (polnisch, englisch, hebräisch, deutsch)
- Chaim Frank: Die Welt des Ostjudentums – Polen hagalil.com
- Geschichte der Juden in Russland, siehe insbesondere: Jews of Lithuania and Poland
- Mike Rose’s History of the Jews in Poland before 1794 und After 1794
- Virtual Jewish History Tour of Poland
- PORTA POLONICA Dokumentationsstelle zur Kultur und Geschichte der Polen in Deutschland (LWL-Industriemuseum)

### Zweiter Weltkrieg und Holocaust
- Bibliographie der Polish Jewish Relations während des Krieges (US Holocaust Museum)
- Chronology of German Anti-Jewish Measures während des Zweiten Weltkriegs in Polen